# Colmars
Cet article concerne la commune des Alpes-de-Haute-Provence. Pour la préfecture du Haut-Rhin, voir Colmar.
Colmars-les-Alpes redirige ici.
Ne doit pas être confondu avec Colomars.
Colmars (prononcé [kɔlmaʁ] ), également nommée localement Colmars-les-Alpes, est une commune française située dans le département des Alpes-de-Haute-Provence, en région Provence-Alpes-Côte d'Azur.
Le nom de ses habitants est Colmarsiens.

## Géographie

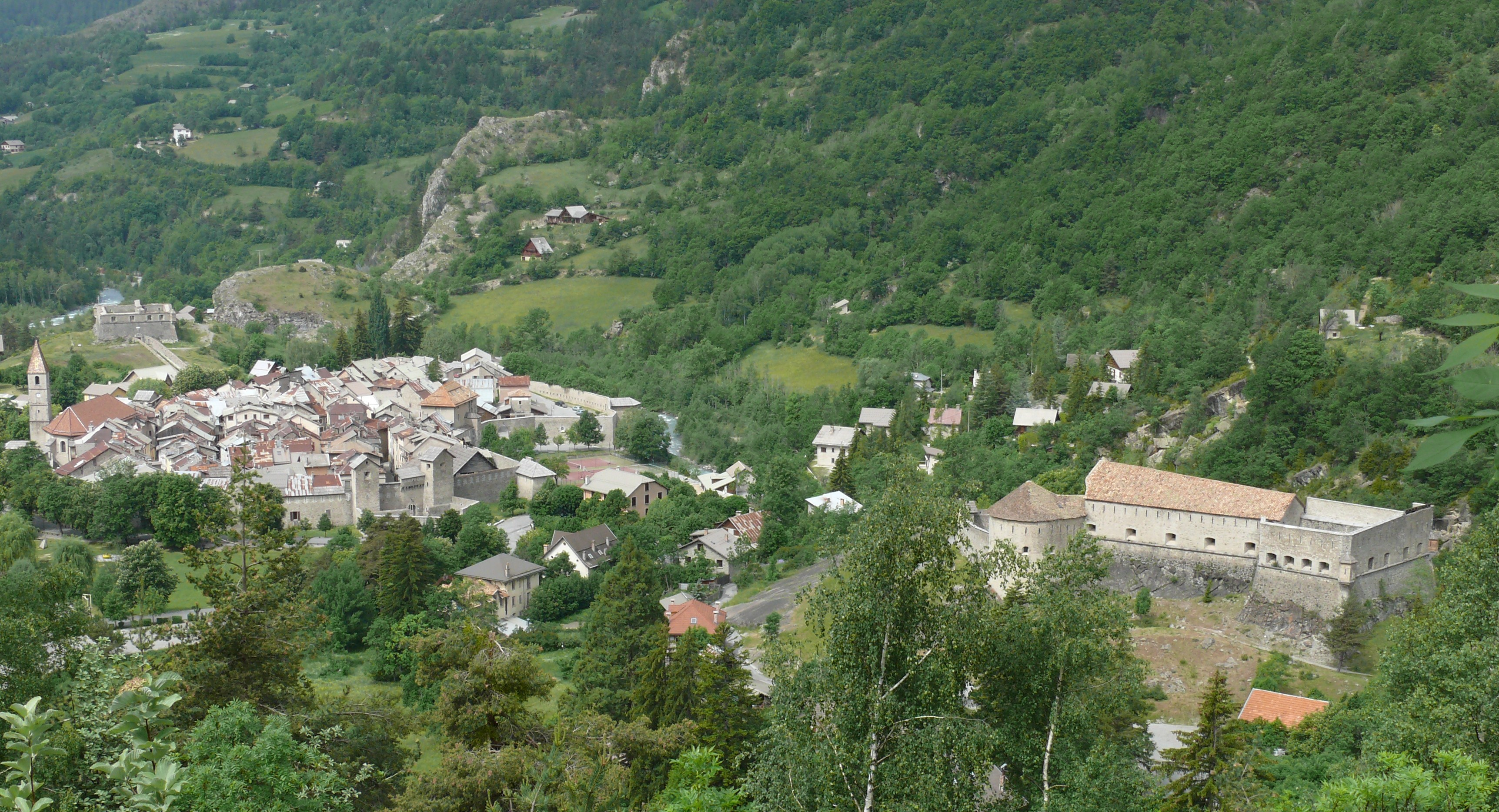
Colmars vu de la route du col des Champs avec le fort Desaix au premier plan.

### Localisation

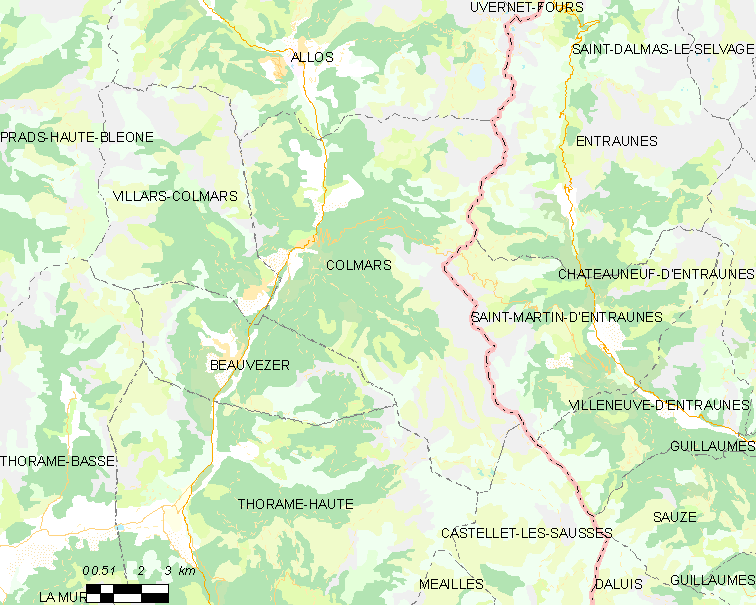
Colmars et les communes voisines (Cliquez sur la carte pour accéder à une grande carte avec la légende).

Le bourg de Colmars est situé au confluent du Verdon et de la Lance, à 1 230 m d’altitude.
Les communes limitrophes de Colmars sont Allos, Entraunes, Saint-Martin-d'Entraunes, Castellet-lès-Sausses, Thorame-Haute, Beauvezer, Villars-Colmars.
Le périmètre de protection de la Réserve naturelle géologique de Haute-Provence couvre également la commune de Colmars.

### Géologie et relief

#### Sommets et cols
Le relief de la commune de Colmars est alpin : son territoire occupe la vallée en V du Verdon, les altitudes variant de 1 175 m en fond de vallée, à 2 747 m au sommet de la Frema.
La plupart des sommets de la commune sont situés sur la rive gauche du Verdon. Du nord au sud, les principaux points du relief sont :
- sur une crête ouest-est séparant Colmars d’Allos, se trouvent Roche Cline (2 415 m, en forme de pyramide), la tête de Valplane (2 624 m), le col de l’Encombrette (2 527 m) et la Grande Tour (2 745 m) ;
- la tête de l'Encombrette (2 681 m), la tête des Muletiers (2 250 m) et le col des Champs (2 045 m), col routier donnant dans la vallée du Var ;
- le sommet de Noncière (2 579 m), la Dent de Lièvre (2 667 m), le sommet de la Frema (2 747 m), point culminant de la commune, le Cairas (2 675 m), le pas de l’Âne (2 388 m), col franchi par sentier de randonnée, le puy du Pas Roubinous (2 516 m) sont situés sur la même crête allongée nord-sud, qui sépare la vallée du Verdon de celle du Var ;
- cette crête est séparée de la suivante par le col de Lignin : on trouve ensuite, sur une crête orientée sud-est vers le nord-ouest, le Rocher du Carton (2 598 m), le Grand Coyer (2 693 m), le sommet du Carton (2 614 m), le Petit Coyer (2 580 m), la tête du Lançonet (2 514 m), et le Laupon qui domine la vallée du Verdon de ses 2 432 m. Cette ligne de crête est limitrophe de Thorame-Haute jusqu’au Petit Coyer, puis de Beauvezer. Le sommet de la Mole (2 514 m) et la tête de Mouriès (2 540 m) sont avancés dans le vallon de la Lance, au nord de cette crête.

Sur la rive droite du Verdon, le seul sommet est l’Autapie (2 424 m), limitrophe de Villars-Colmars et d’Allos.
L’Encombrette est un cirque glaciaire, bordé par le tête de l’Encombrette, le groupe des Tours, la tête du Moulin de Bertrand. Au centre du cirque, se trouve le lac de l’Encombrette. Enfin, le col de l’Encombrette donne accès au lac d'Allos.

### Environnement
La commune compte 2 807 ha de bois et forêts, soit 34 % de sa superficie.

### Hameaux
- Clignon-Haut, Clignon-Bas
- Chaumie-Haut, Chaumie-Bas

### Quartiers
- les Espiniers
- Jardinville
- la Buissière
- Miègessoles
- le Talier

### Hydrographie et les eaux souterraines
Cours d'eau sur la commune ou à son aval :
- rivière le Verdon,
- ravins de Clignon, de Vaplane, des Muletiers, de l'Ubac, de Saint-Pierre, du Mounard,
- torrents la Lance, la Chasse.
- les lacs de l’Encombrette[4] et de Lignin[5].

La rivière principale de la commune est le Verdon, encore proche de sa source, qui la traverse du nord au sud en passant au pied du bourg. Ses affluents rive gauche sont le ravin de Tronchon, descendant de Roche Cline et limitrophe d’Allos, le ravin de Clignon, le ravin de la Lance (dont une des cascades est un site classé).
Les affluents rive droite coulent tous sur les flancs de l’Autapie : le ravin de la Cascade (qui produit la cascade de Chaumie), le ravin de Clot Charbonnier, le ravin de l’Adroit.

### Climat
Pour des articles plus généraux, voir Climat de Provence-Alpes-Côte d'Azur et Climat des Alpes-de-Haute-Provence.
En 2010, le climat de la commune est de type climat de montagne, selon une étude du Centre national de la recherche scientifique s'appuyant sur une série de données couvrant la période 1971-2000. En 2020, Météo-France publie une typologie des climats de la France métropolitaine dans laquelle la commune est exposée à un climat de montagne ou de marges de montagne et est dans la région climatique Alpes du sud, caractérisée par une pluviométrie annuelle de 850 à 1 000 mm, minimale en été.
Pour la période 1971-2000, la température annuelle moyenne est de 8,6 °C, avec une amplitude thermique annuelle de 16,6 °C. Le cumul annuel moyen de précipitations est de 984 mm, avec 6,2 jours de précipitations en janvier et 6,3 jours en juillet. Pour la période 1991-2020, la température moyenne annuelle observée sur la station météorologique de Météo-France la plus proche, « Allos_sapc », sur la commune d'Allos à 7 km à vol d'oiseau, est de 8,4 °C et le cumul annuel moyen de précipitations est de 1 043,5 mm. 
La température maximale relevée sur cette station est de 34,5 °C, atteinte le 28 juin 2019 ; la température minimale est de −17 °C, atteinte le 6 février 2012,,. 
, Colmars comptait 548 habitants. À partir du XXIe siècle, les recensements réels des communes de moins de 10 000 habitants ont lieu tous les cinq ans (2007, 2012, 2017, etc. pour Colmars). Les autres « recensements » sont des estimations.
| 1315     | 1365     | 1450     | 1471     | 1515     | 1529     | 1700  | 1716  | 1717       |
| -------- | -------- | -------- | -------- | -------- | -------- | ----- | ----- | ---------- |
| 243 feux | 107 feux | 173 feux | 170 feux | 240 feux | 192 feux | 1 712 | 1 672 | 1 320 env. |

| 1765  | 1793  | 1800 | 1806 | 1821 | 1831 | 1836 | 1841  | 1846  |
| ----- | ----- | ---- | ---- | ---- | ---- | ---- | ----- | ----- |
| 1 723 | 1 100 | 898  | 927  | 961  | 927  | 986  | 1 033 | 1 055 |

| 1851  | 1856  | 1861  | 1866  | 1872  | 1876 | 1881 | 1886 | 1891 |
| ----- | ----- | ----- | ----- | ----- | ---- | ---- | ---- | ---- |
| 1 097 | 1 092 | 1 118 | 1 002 | 1 004 | 990  | 818  | 845  | 777  |

| 1896 | 1901 | 1906 | 1911 | 1921 | 1926 | 1931 | 1936 | 1946 |
| ---- | ---- | ---- | ---- | ---- | ---- | ---- | ---- | ---- |
| 708  | 715  | 707  | 717  | 550  | 507  | 424  | 405  | 389  |

| 1954 | 1962 | 1968 | 1975 | 1982 | 1990 | 1999 | 2007 | 2022 |
| ---- | ---- | ---- | ---- | ---- | ---- | ---- | ---- | ---- |
| 351  | 311  | 360  | 311  | 314  | 367  | 378  | 385  | 548  |

Parmi les principales ruptures dans l’histoire démographique de Colmars, on note la saignée des XIVe et XVe siècles et le long mouvement de croissance jusqu’au début du XIXe siècle. La séparation d’avec Villars-Colmars en 1792 explique l’écart entre 1765 et 1793. La population atteint ensuite vers 1841 un niveau d’« étale », où la population reste relativement stable à un niveau élevé. Cette période dure jusqu'en 1876. L’exode rural provoque ensuite un mouvement de baisse de la population de longue durée. En 1921, la commune enregistre la perte de plus de la moitié de sa population par rapport au maximum historique de 1861. La Première Guerre mondiale, dont les effets démographiques combinés au déclassement de la place, et donc au retrait de la garnison, entraîne encore une baisse importante de la population. Le mouvement de dépopulation se prolonge jusqu'aux années 1970, puis s'inverse jusqu'à nos jours. Le niveau de 50 % de la population de 1861 n’a pas été de nouveau atteint.

## Lieux et monuments
Aujourd'hui le chemin de ronde de la cité est accessible en passant par la Maison-Musée du Haut-Verdon.

### Architecture civile
Les vieux ponts, le Vieux pont (au sud, à quelques mètres du pont plus moderne) et le pont Haut (au nord) sont classés :
- le pont Haut : long de 17,1 m et large de 2,8 m, il repose sur une arche de 6 m de portée, avec une hauteur sous clef de 17 m. Il est doté d’une trompe d'élargissement rive gauche du Verdon, et on voit les trous de boulin ménagés pour soutenir le cintre lors de la construction. Il est établi au XVIIe ou au début du XVIIIe siècle pour faire passer la route sur l’adret, moins sensible aux gelées et aux crues. Il est classé monument historique[19],[20] ;
- le pont Saint-Roch, Vieux Pont ou pont Bas : construit en aval de Colmars, il fait 22,5 m de long pour une largeur de 2,5 m. L’arche segmentaire mesure 11 m de long et la hauteur du pont est de 7,4 m. Là aussi, les trous de boulin sont visibles. Des demi-arcs de décharge ont été ajoutés lors d’une restauration. Sa date de construction est incertaine, mais il est désaffecté en 1894 et classé monument historique en 1927[21],[22] ;
- le pont de Misson sur la rivière de la Lance est signalé dans D'une rive à l'autre : les ponts de Haute-Provence de l’Antiquité à nos jours[23].

Ponts de Colmars.
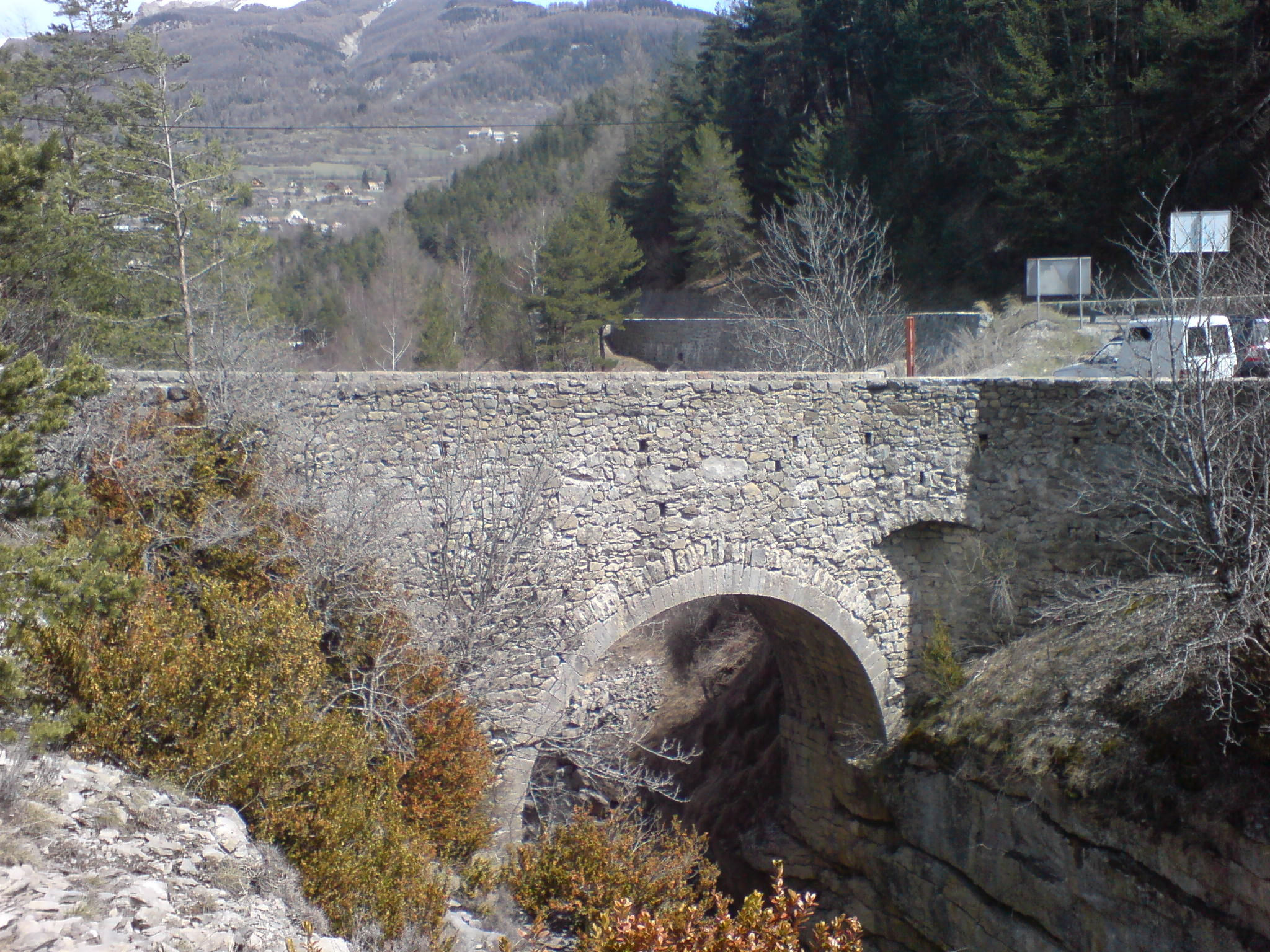
Pont haut, XVIIe siècle, en amont du village sur le Verdon, classé monument historique en 1948.
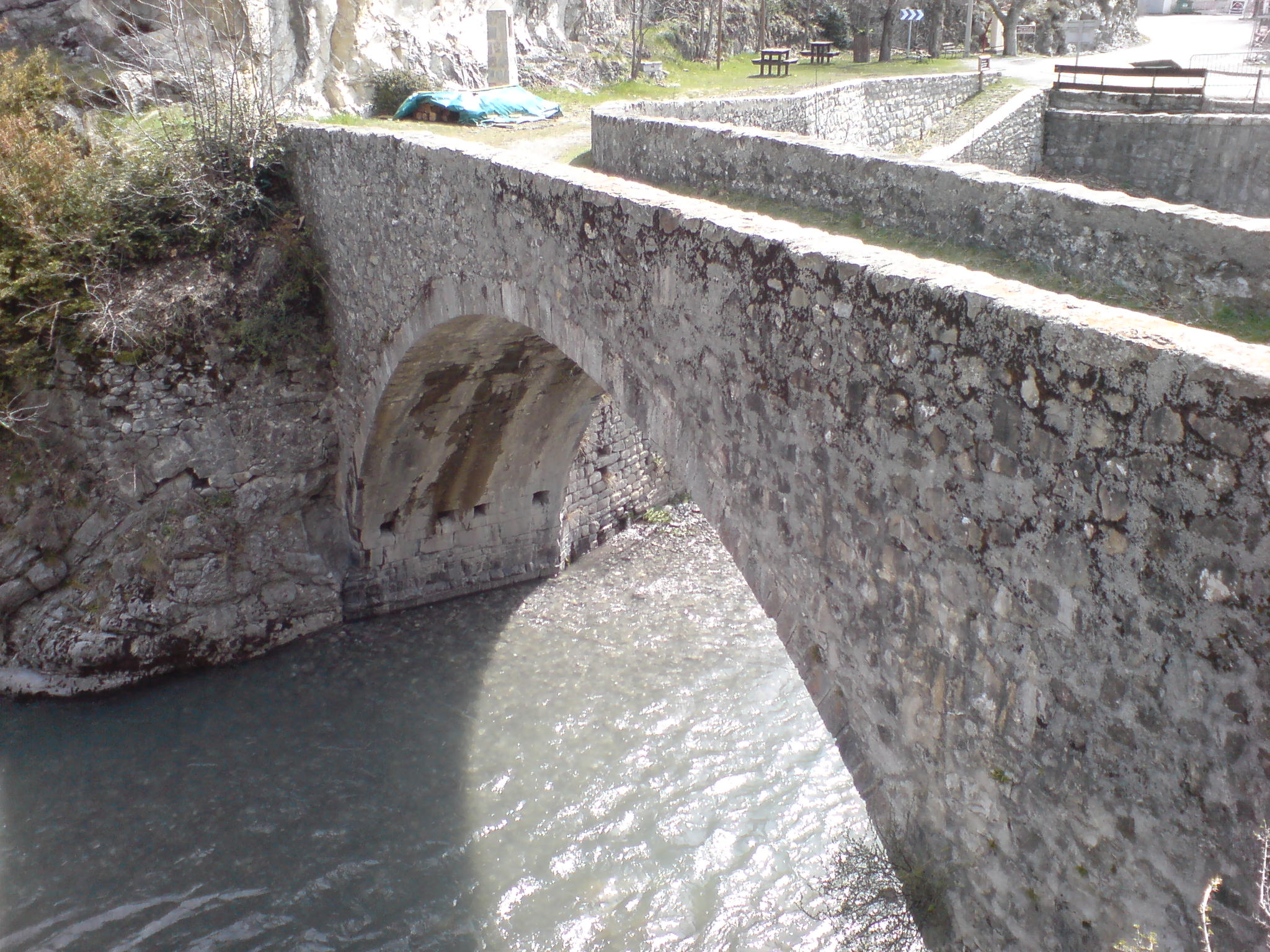
Pont Saint-Roch, en aval du village sur le Verdon. Les trous de boulins supportant le cintre de construction sont encore visibles.
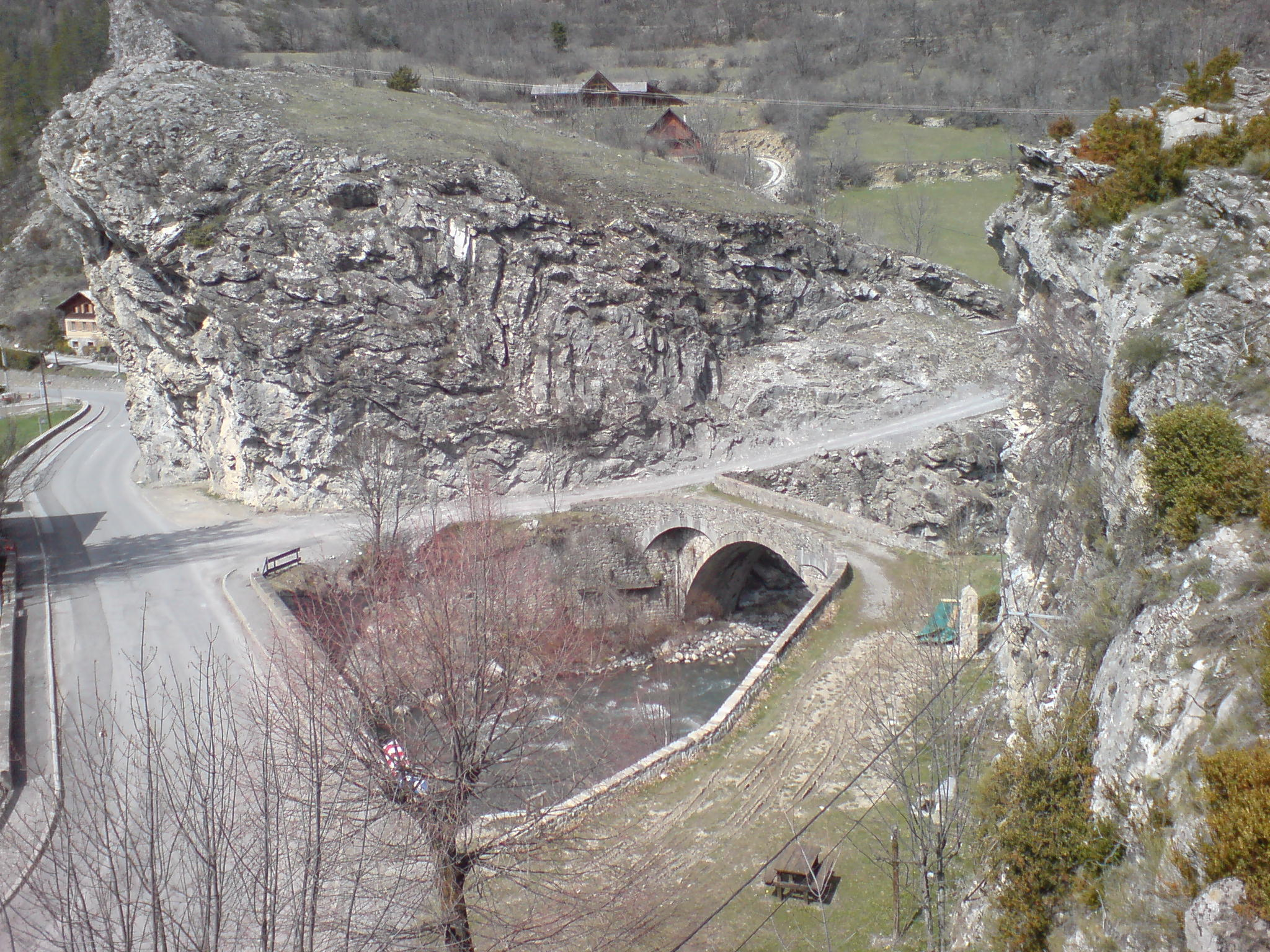
Les deux ponts avals. On voit comment les arcs de décharge aval du vieux pont (à droite) facilitaient le virage aux attelages.
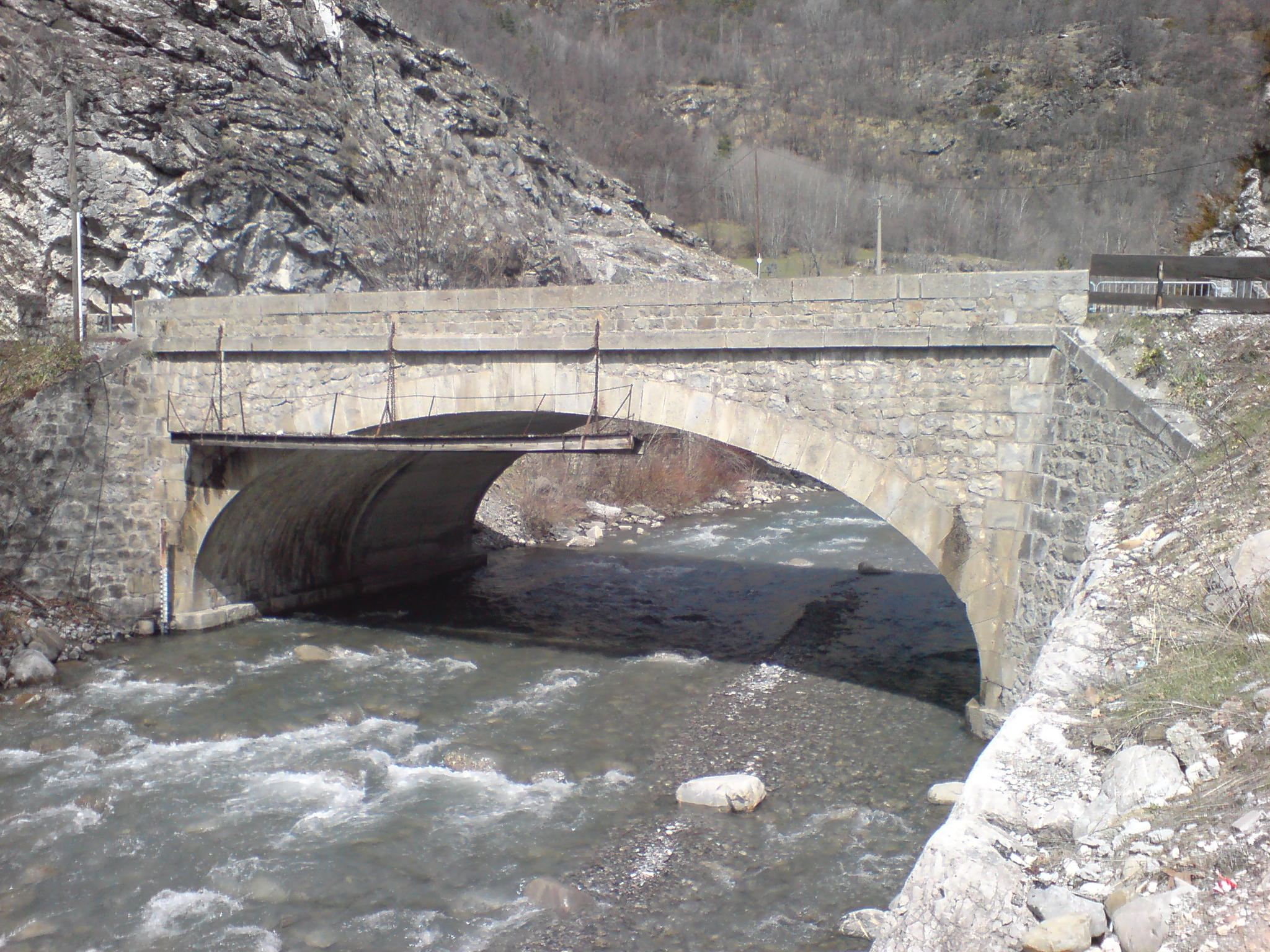
Pont moderne, en aval, toujours sur le Verdon, avec l’échafaudage volant d’inspection.
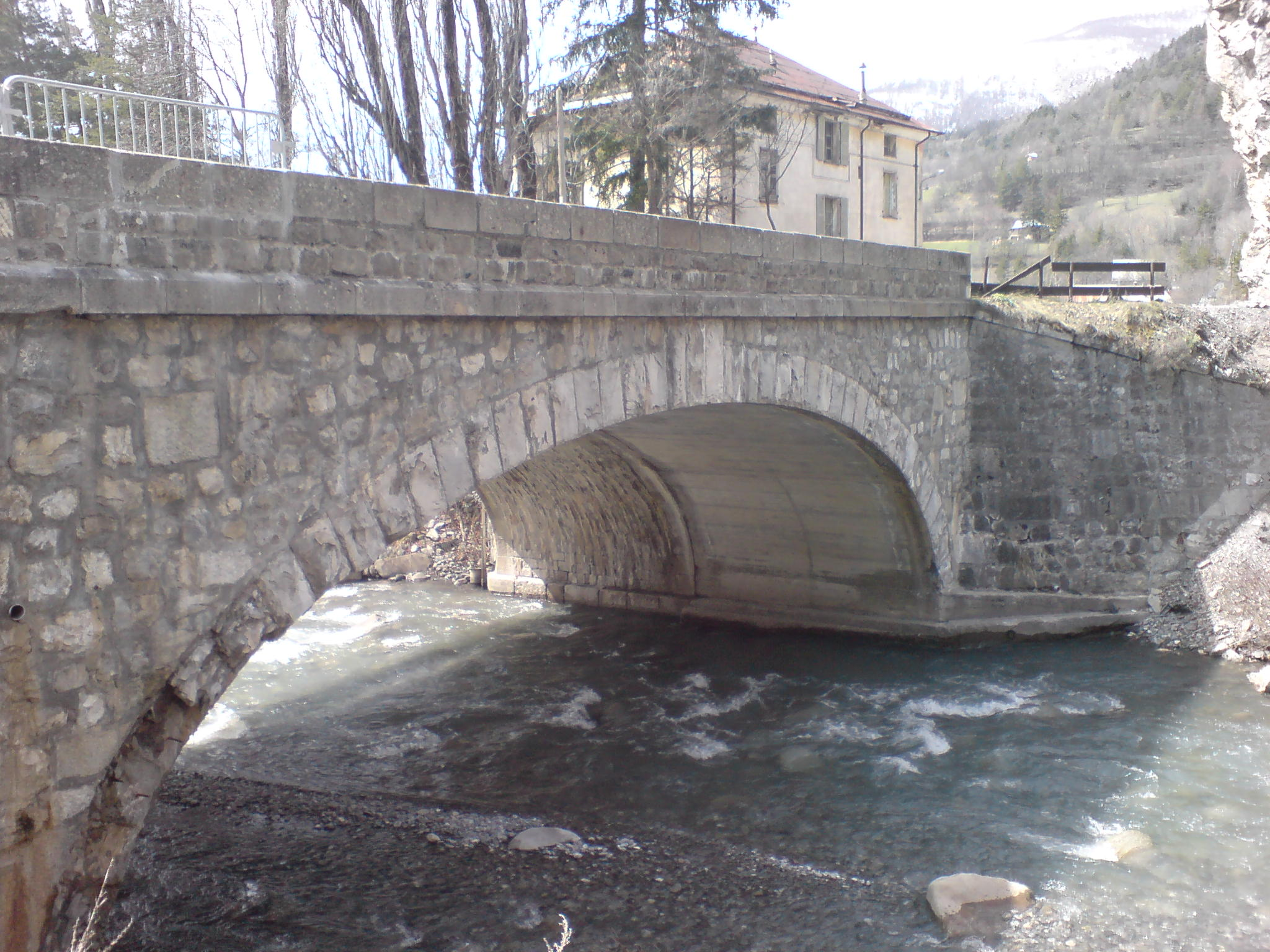
Pont moderne, en aval (1er état de 1894, élargi par la suite).

### Architecture militaire
La construction d’une place forte se justifie par la présence de la frontière avec l’Ubaye à quelques kilomètres au nord de Colmars, Allos relevant alors du duché de Savoie. Colmars fait partie des places royales dès 1593. Cependant, le col d'Allos n’est franchissable que quelques mois dans l’année, et uniquement par une troupe réduite, sans artillerie : aussi, la fortification de la ville n’a à faire face qu’à des assauts à l’échelle, repoussables par des feux de mousqueterie. C’est ce qui explique son aspect léger, voire peu solide, très éloigné de la massive fortification bastionnée construite par Vauban dans le nord et l’est de la France.
Le bourg est fortifié dès le Moyen Âge. Ses fortifications sont reconstruites après le passage de Raimond de Turenne (1390), puis reprises au XVIe siècle. Avant le raid savoyard de novembre-décembre 1690 sur Seyne et Colmars, l'ingénieur en chef de la Provence, Niquet, propose des corrections. Les tours bastionnées sont construites à ce moment-là. Vauban fait un voyage dans les Alpes en 1693, mais ne visite pas la ville : il se contente de signer les plans qui lui sont proposés par ses subordonnés à Saint-Paul-de-Vence, commandant les deux redoutes appelées « forts ». Ces redoutes et améliorations sont construites par Richerand, ingénieur en chef pour le Dauphiné et les places de la Haute-Provence. Il visite par contre la place en 1700, pour inspecter les travaux qu’il avait commandé, et y trouve de nombreux défauts, qui n’ont pas été corrigés selon ses instructions. En effet, en 1713, le traité d'Utrecht rattache l’Ubaye à la France, et Colmars devient alors une place de seconde ligne, puis de troisième ligne après le rattachement de Nice en 1860.

#### L’enceinte urbaine
L’enceinte fortifiée trouve son origine au Moyen Âge : les murailles sont en partie du XIIe siècle, en partie du XIVe siècle (pour Henri Ribière), ou seulement du XIVe siècle (pour la DRAC). Raymond Collier, qui ne tient compte que des améliorations les plus récentes, la date de la fin du XVIIe siècle. Des travaux y ont été faits sous François Ier ; malgré ceux-ci, la ville n’est à l’abri que des coups de main et des attaques surprises. Elle est défendue par cinq tours bastionnées et deux tours carrées.
Les deux tours carrées, Gravier et Claran, datent, au plus tôt du XIVe, au plus tard du XVIe siècle. La tour Saint-Joseph, rectangulaire, a été construite entre 1693 et 1695, sous la supervision de l'ingénieur Richerand, d'après les projets de l'ingénieur Niquet datés d’octobre 1690. Les quatre tours restantes, du Clocher, du Verdon, Dauphine et Garcin, sont de forme pentagonale et dites bastionnées. Conçues par Niquet en 1690, elles avaient déjà été modifiées sous François Ier,. Les murs de toutes ces tours ont 80 cm d’épaisseur, et sont donc uniquement des défenses contre le feu de mousqueterie : elles ne peuvent résister ni à l’artillerie névro-balistique (catapultes), ni aux canons.
À l’origine, l’enceinte n’a que trois portes. Au sud, la porte Saint-Pierre, puis la porte de France dont le nom a varié depuis le XIVe siècle : porte de l'Ayguière, puis Basse aux XVIe et XVIIe siècles ; au nord, la porte Saint-Martin devenue de Savoie à la fin du XVIIe siècle. Les deux premières sont défendues par des tours médiévales et par un « réduit » de forme pentagonale construit au-devant. Ces réduits sont imaginés par l'ingénieur Niquet dans son projet du 15 octobre 1690, mais ils ne sont construits qu'en novembre-décembre 1691,. La porte de Savoie est en outre dotée d’une bretèche. La porte Saint-Pierre est située au sud de l'enceinte, au quartier des moulins du Plan-Estel, proche du Verdon : son linteau est encore visible dans la muraille. Elle mettait en communication les moulins et le quartier des Granges ou de la Citadelle (actuellement le Barry). La porte Saint-Pierre est attestée dans les cadastres de 1645, puis de 1663 et de 1674. Dans le cadastre de 1645, il existe une « rue de la Porte Basse à la Porte Saint-Pierre » qui correspond à l'actuelle rue Saint-Pierre. Cette porte n'est plus mentionnée dans le cadastre de 1714 : elle semble avoir été murée lors des réparations aux murailles durant l'été et l'automne 1690,. Deux autres portes ont été ouvertes au XXe siècle : la porte de la Lance et celle du Barry.
Toute l’enceinte n’est équipée que pour résister au feu de mousqueterie, et mal pourvue en postes d’artillerie. Les forts de Savoie (au nord) et de France (au sud) constituent des défenses avancées, mais seul le fort Desaix est équipé pour accueillir de l’artillerie.
L’enceinte et les forts sont classés monuments historiques.

Enceinte de Colmars.
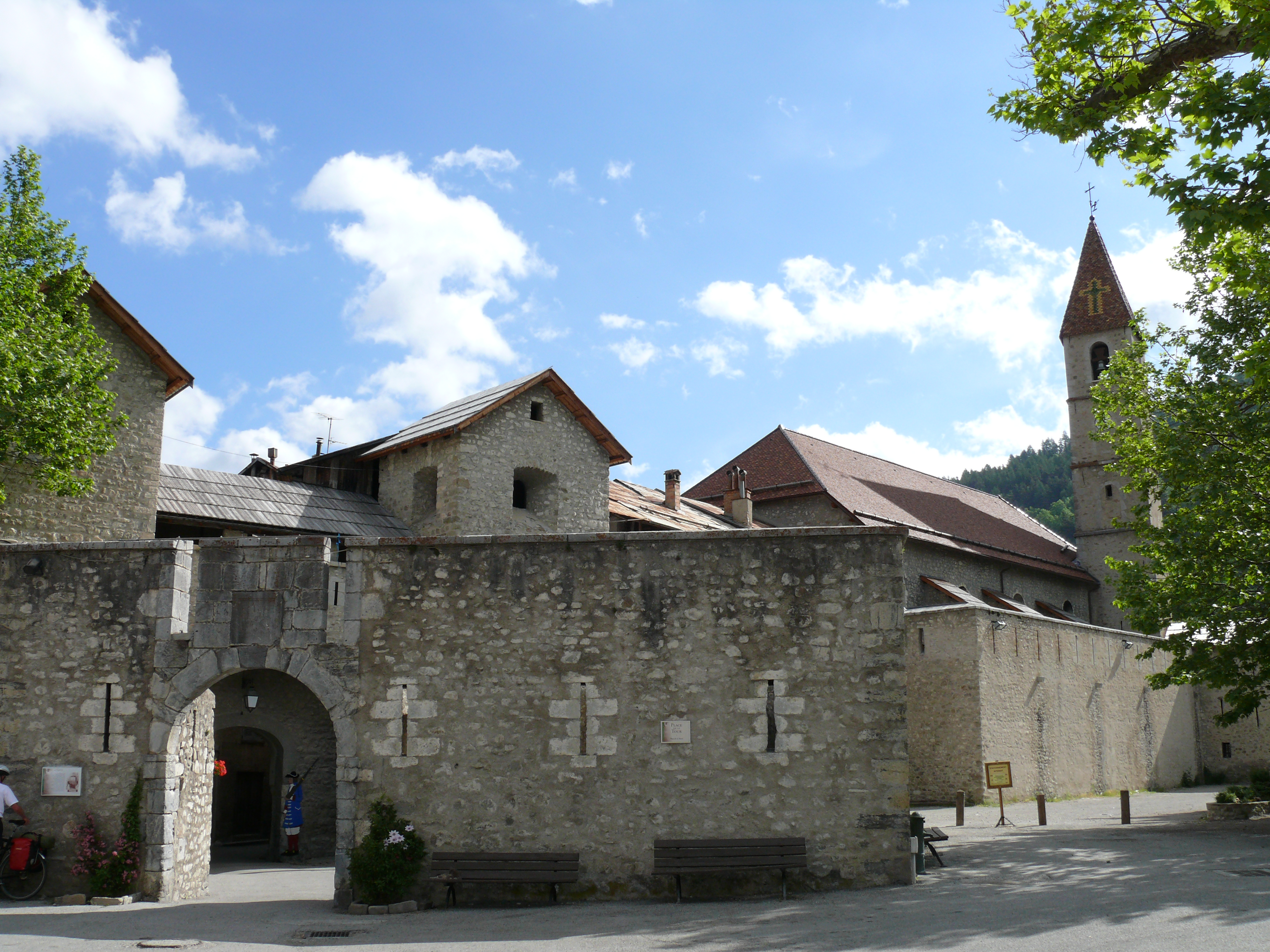
Muraille extérieure de la porte de France et église Saint-Martin
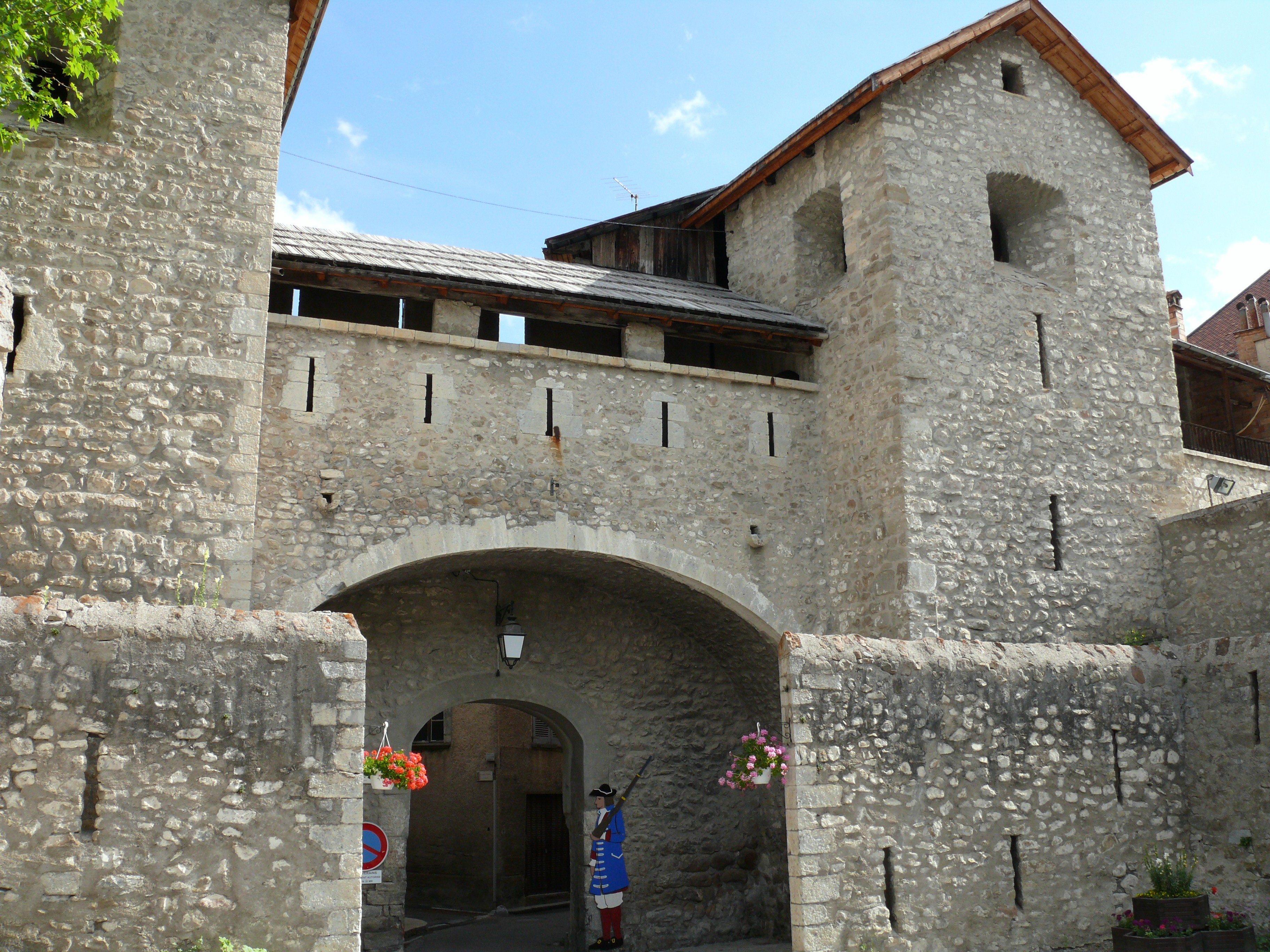
Porte de Savoie
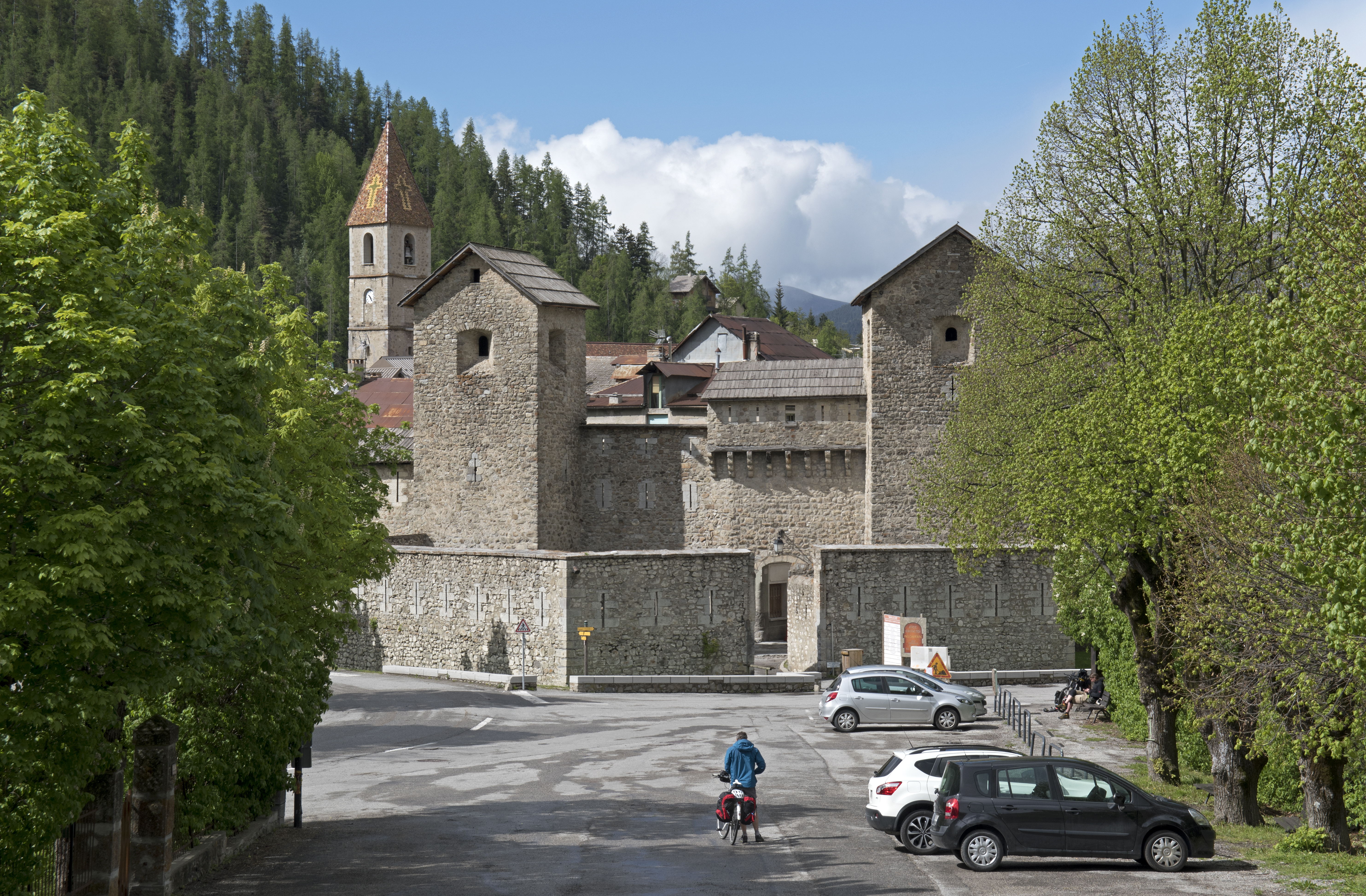
Porte de France
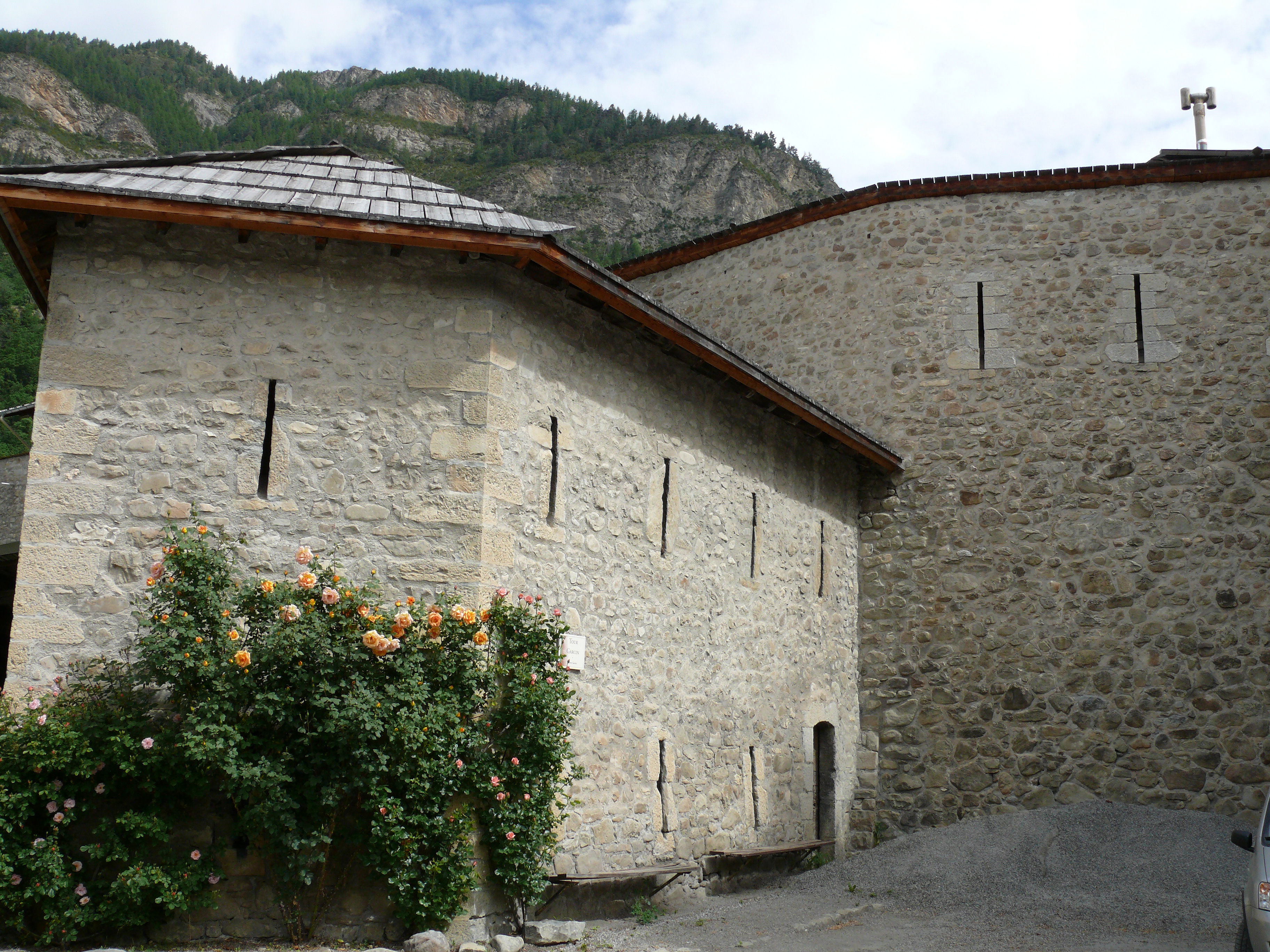
Tour Garcin face au fort de France

#### Fort Desaix
Le fort Saint-Martin, puis de Savoie, puis fort Desaix (1887), est dû à Richerand, qui dessine les plans, et en dirige l’exécution de 1693 à 1695,. L’ancienne église Saint-Martin collégiale qui se trouvait sur son emplacement est abattue.
Il est renforcé de guérites, pont-levis, d’un ha-ha et de casemates au début du XIXe siècle. Son plan est trapézoïdal ; du côté de la ville, un avant-fort et une tour à canons ronde le renforcent (mais la tour à canon n’a jamais été dotée de système d’évacuation des fumées). Enfin, une communication semi-enterrée et en zigzags relie le fort à la ville. Il possède les seuls logements construits pour la troupe de toute la place : ils ne servaient cependant qu’en cas de siège et en temps de paix, pour abriter la garde tournante. Le reste de la garnison logeait chez l’habitant. Les dortoirs sont équipés de cheminées de ventilation.
Il sert actuellement de salle de spectacles et d’exposition.

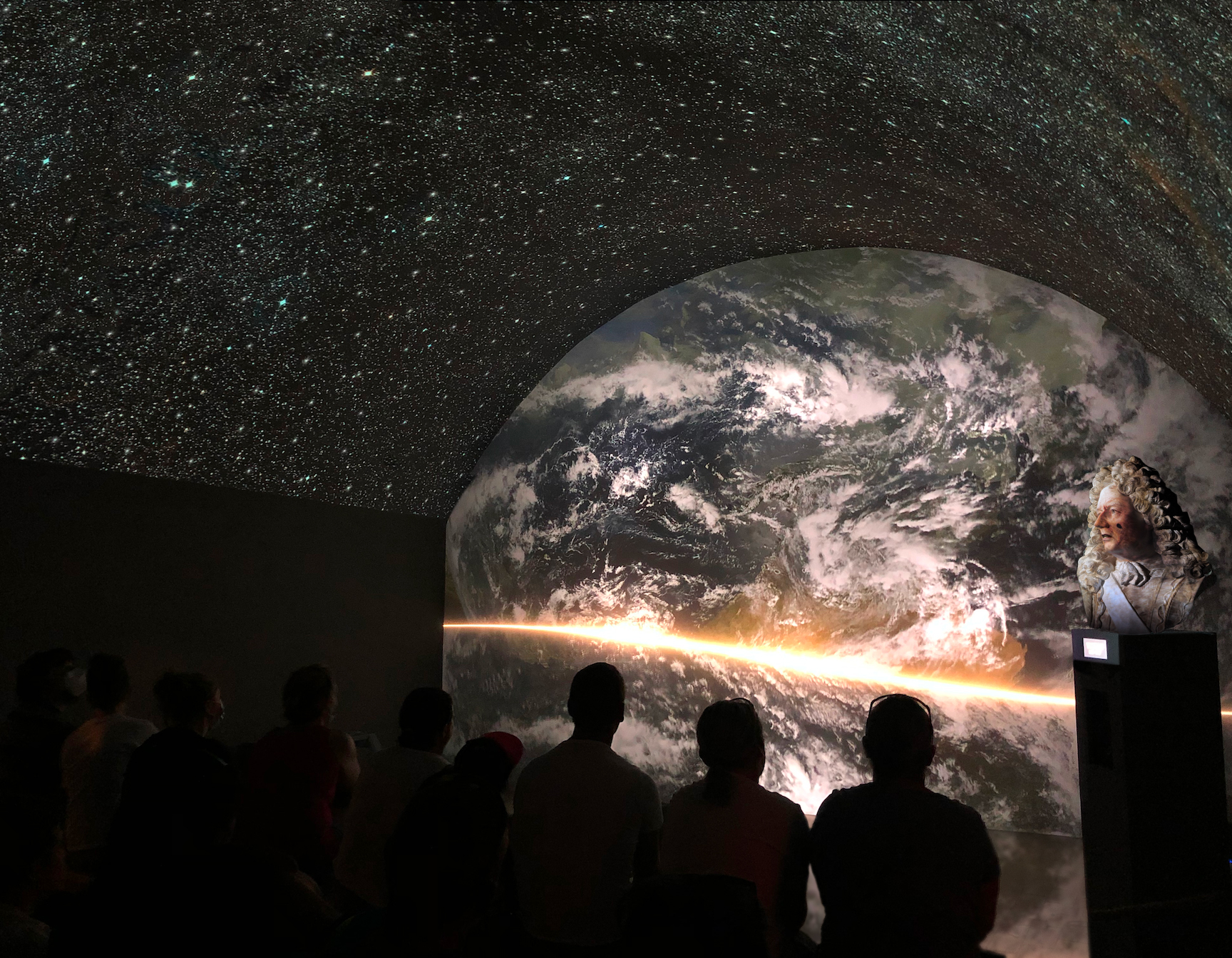
Le récit de Vauban - exposition immersive permanente

Une exposition immersive permanente est présentée depuis 2022 durant l'été et en période de vacances. Intitulée "Le récit de Vauban", réalisée par Dominik Barbier et Anne Van den Steen et produite par l'agence de création image/espace Fearless, elle évoque l'imaginaire de la montagne et du passage des Alpes, l'histoire du Fort et le passage de Vauban à Colmars-les-Alpes sous une forme spectaculaire.

Les forts.
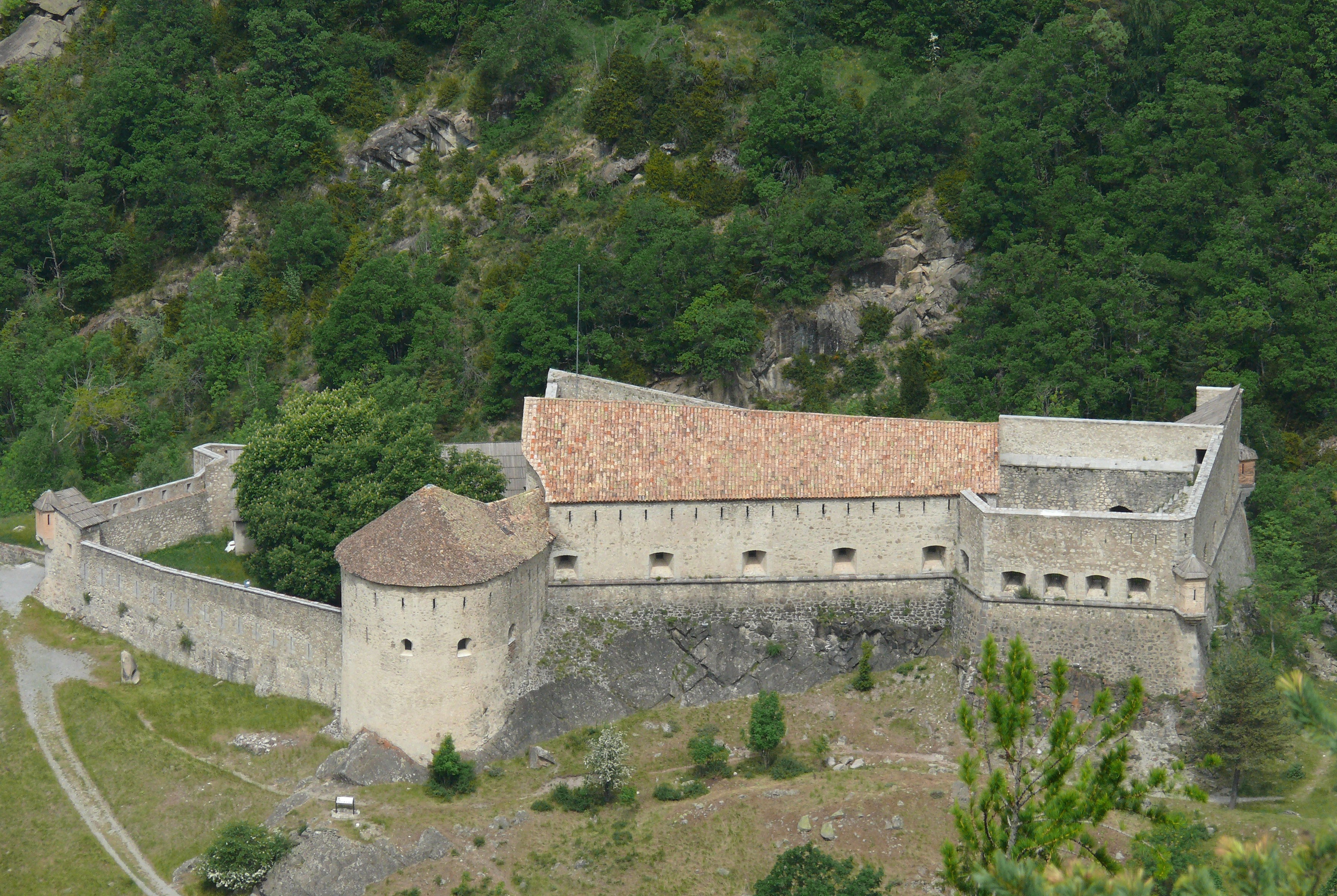
Fort Desaix.
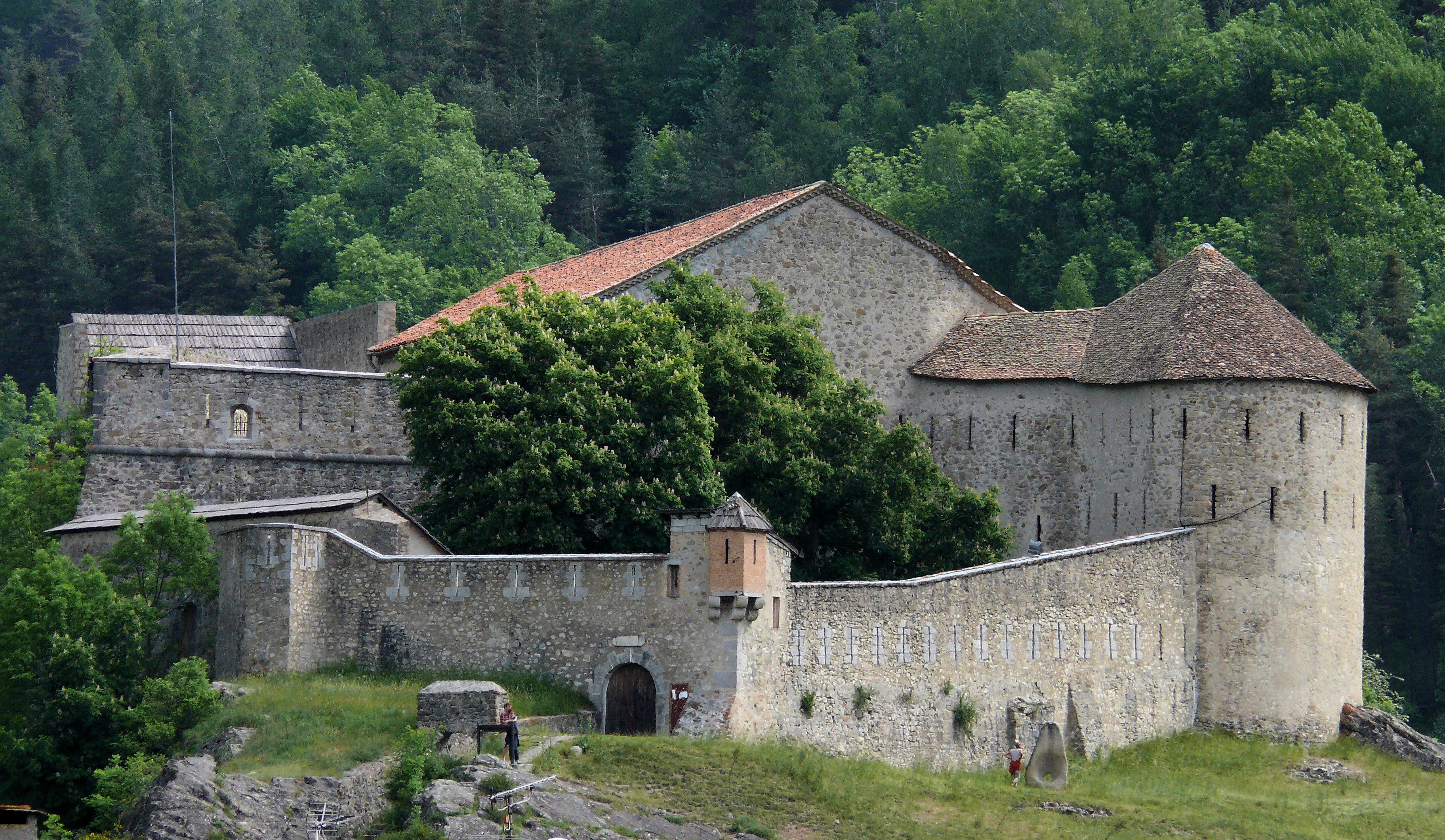
Fort Desaix vu de Colmars.
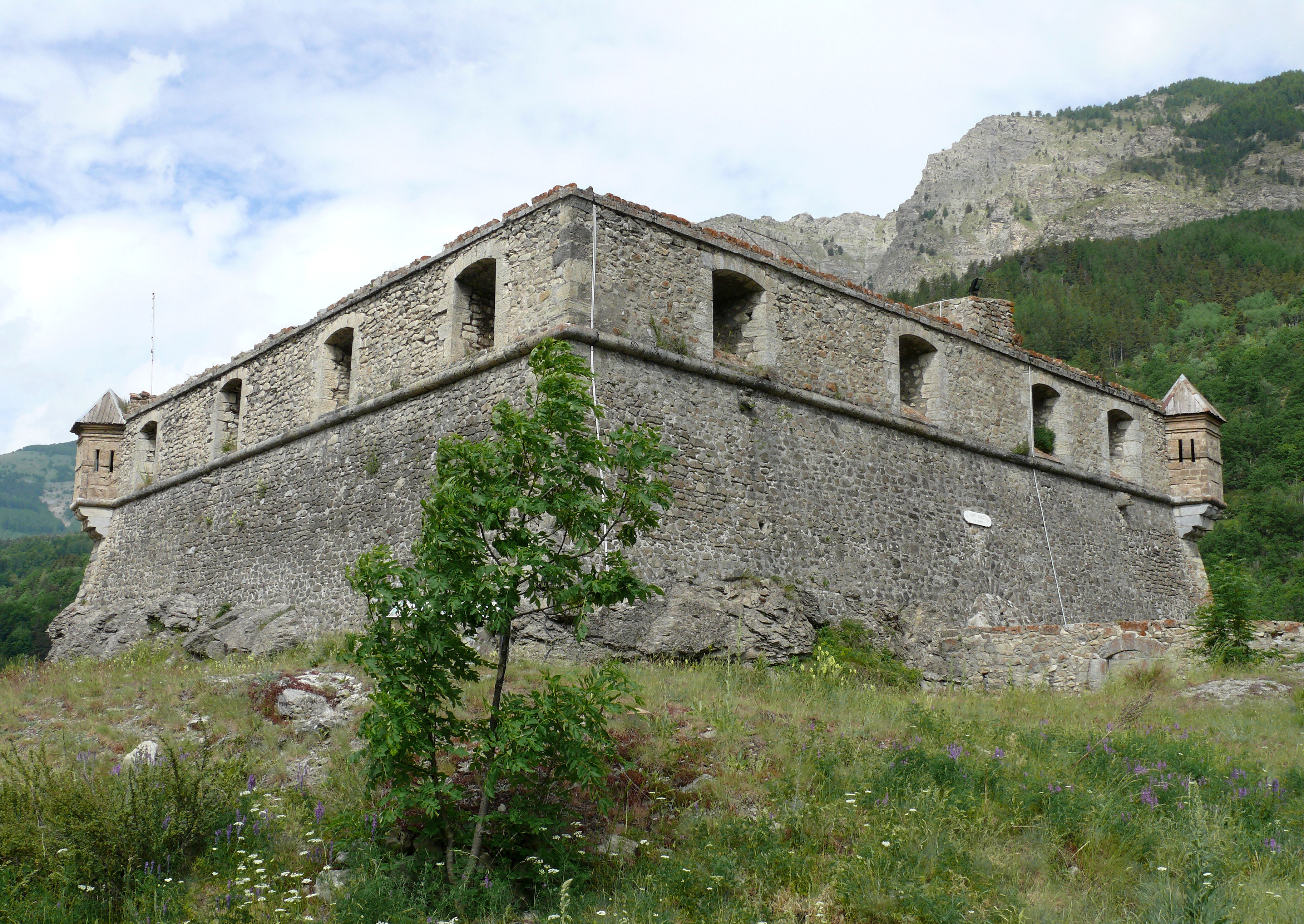
Fort de France.
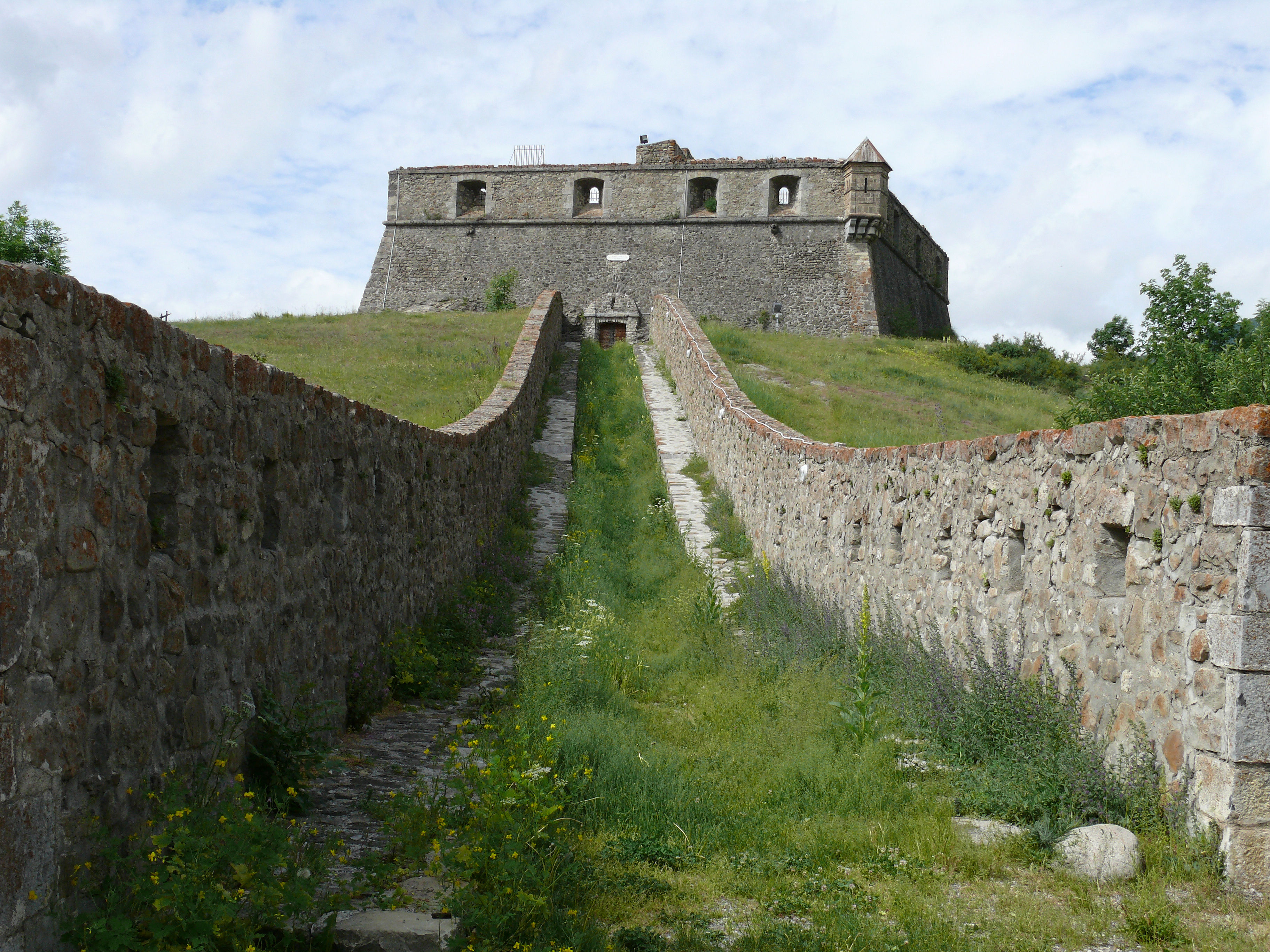
Fort de France relié à la fortification de Colmars par une double caponnière.

#### Fort de France
Le fort Sud, ou du Calvaire, puis de France, puis Soult (1887), est construit à la même époque que le fort Desaix, également par Richerand. Il est doté de locaux de réserve enterrés (dont un magasin à poudre), une citerne et une caserne. L’enceinte carrée a 25 m de côté, avec des murs épais de quatre mètres à la base. Les fossés qui l’entourent ont 7 m de large mais moins d’un mètre de profondeur. La terrasse offre un espace restreint pour la manœuvre des canons ; pour rendre les artilleurs invisibles aux vues d’ennemis placés sur les hauteurs voisines, des parapets en pierre sèche sont construits. Il dispose également d’un magasin à poudre et d’une citerne voûtée, ce qui lui donne une certaine autonomie vis-à-vis du corps de place.
Diverses améliorations lui ont été apportées au XIXe siècle : 
- le parapet crénelé est créé en 1827[43] ;
- les deux courettes latérales ont été couvertes afin d’aménager deux chambres, pour l’officier et les hommes de troupe.

Il a conservé sa double caponnière d’accès construite en 1693-95,.
Une première restauration, après défrichage et déblaiement, a eu lieu en 1980 par Etudes et Chantiers.

#### Autres installations militaires
L’arsenal est construit dans la première moitié du XIXe siècle. L’ancien hôpital des Bourgeois, à trois étages et datant du XVIIIe siècle, est transformé en caserne au XIXe siècle et appelé depuis caserne Gassendi.
Bien que n’ayant jamais eu un rôle militaire, et s’étant retrouvée loin des frontières à partir de 1713 et du traité d'Utrecht (rattachement de l’Ubaye à la France), la place n’est déclassée qu’en 1921.

Monuments de Colmars.
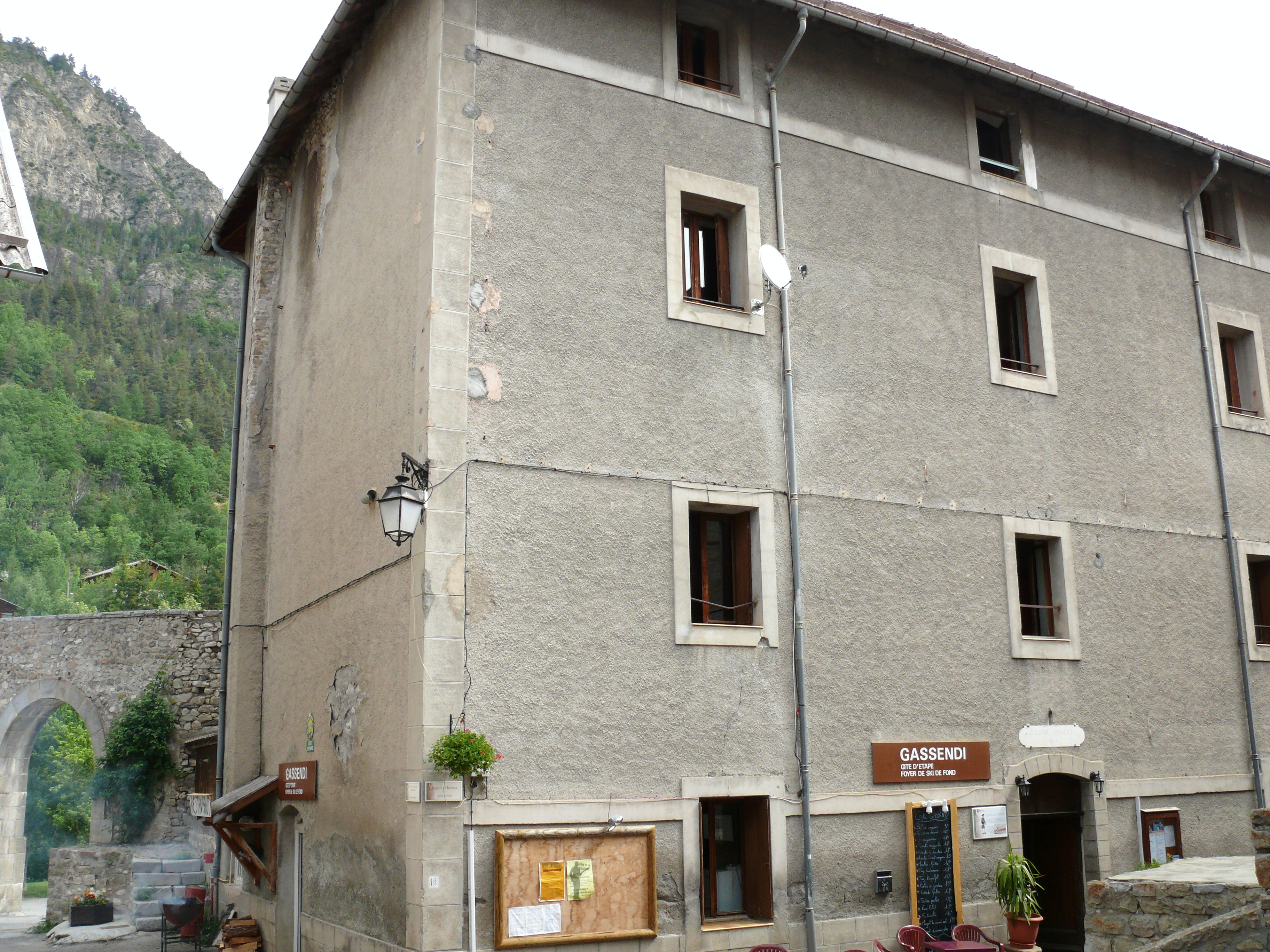
Ancien hôpital des Bourgeois et ancienne caserne.
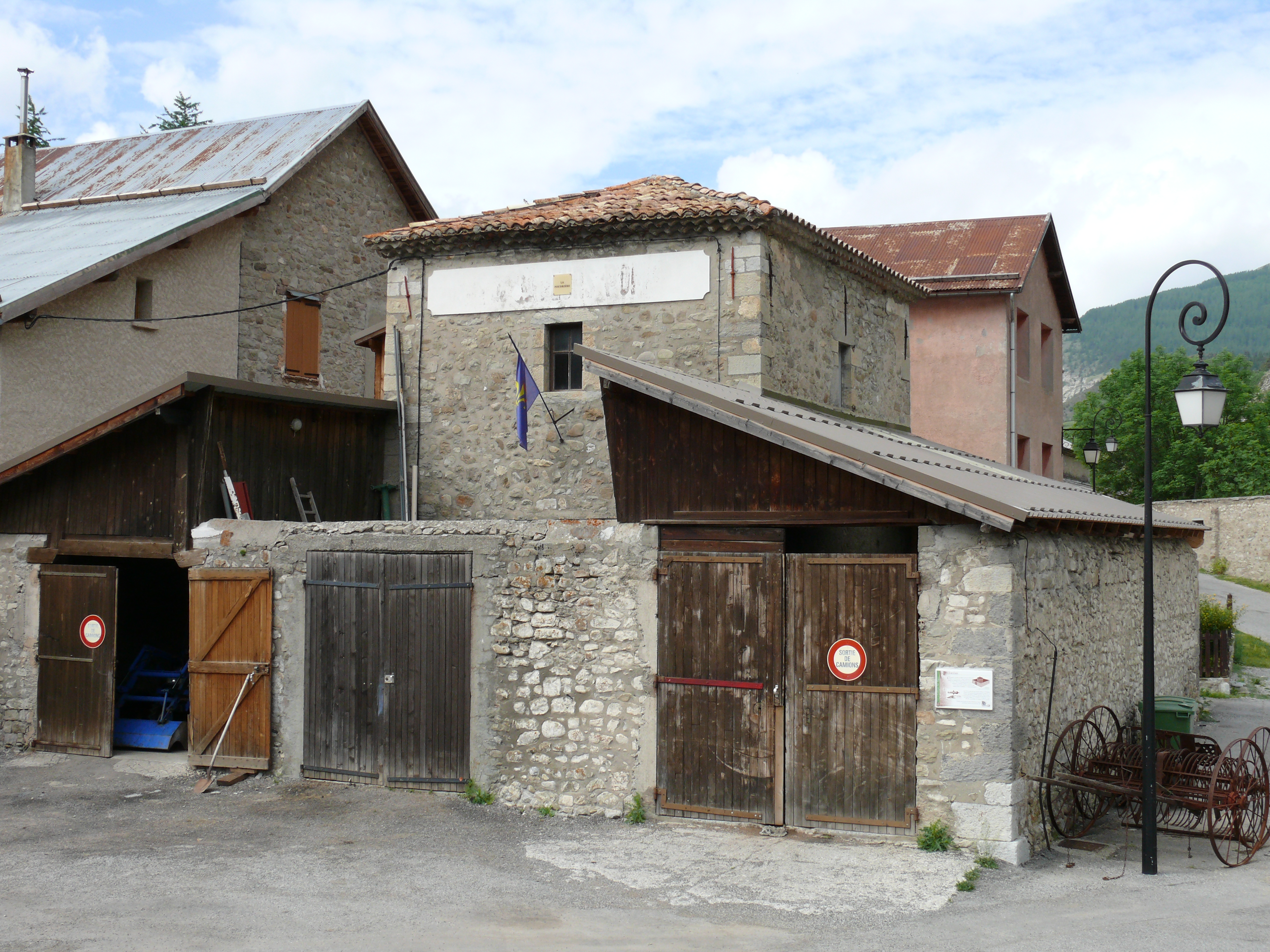
Ancien magasin à poudre.
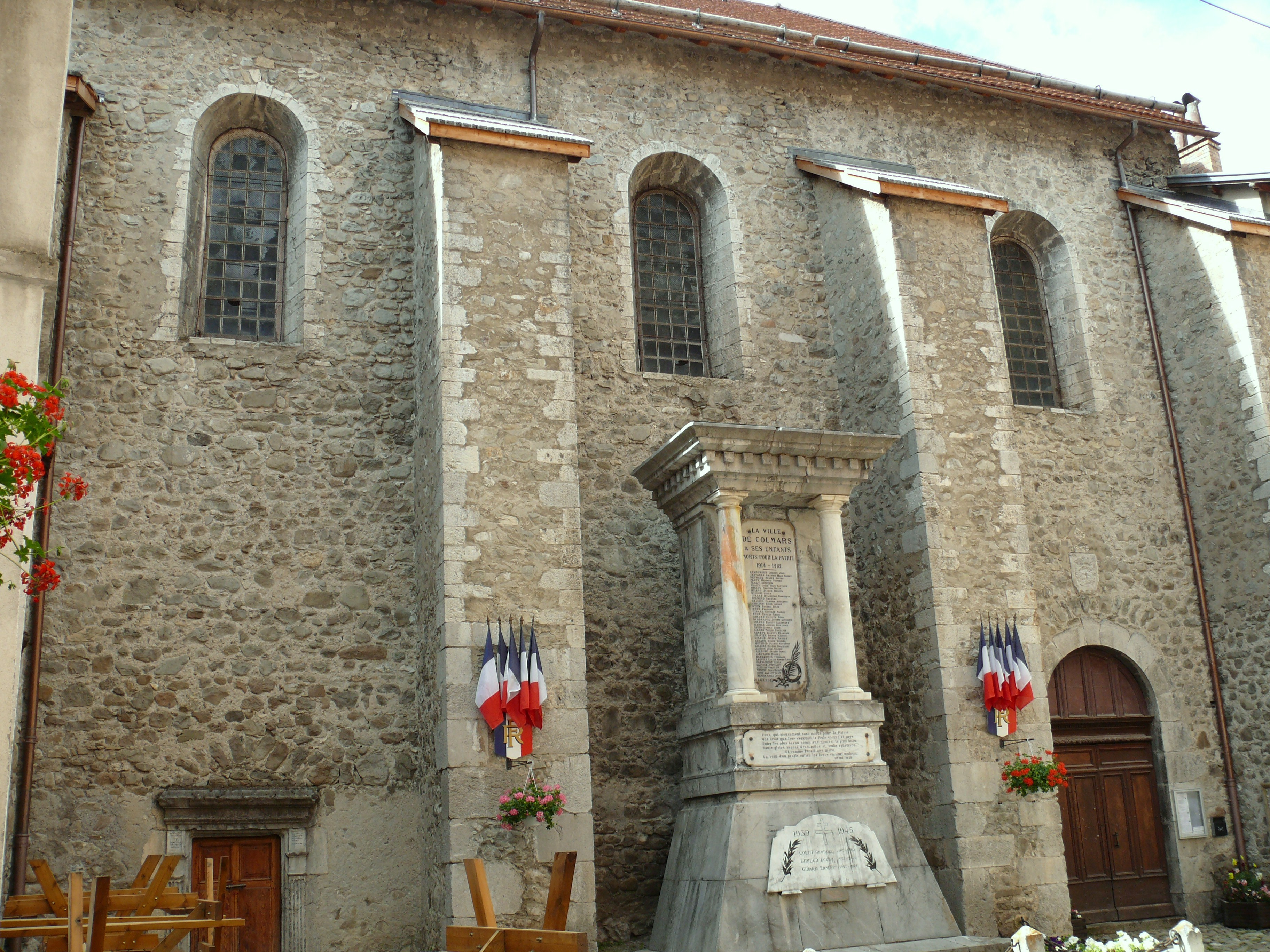
Monument aux morts devant l'église Saint-Martin.

### Art religieux
L’église Saint-Martin de Colmars est entièrement reconstruite après l’incendie de 1672, entre 1681 et 1696. D’architecture gothique, ses quatre travées sont voûtées d’ogives. Son chœur est voûté d’ogives. Elle n’a qu’un seul collatéral : il est simplement voûté d’arêtes, et la séparation d’avec la nef se fait avec des arches en plein cintre. L’église est imbriquée dans l’enceinte, et le clocher est construit dans un bastion ; sa toiture est faite de tuiles multicolores. Son classement comme monument historique a été annulé. La chapelle de la Vierge accolée est l’ancienne chapelle des pénitents blancs.
Plusieurs éléments de son mobilier ont fait l’objet d’un classement comme monument historique au titre objet :
- le retable du rosaire, du XVIIe siècle[51] ;
- le retable des Âmes du Purgatoire, daté des années 1740, classé[52] ;
- le plat de quête, en cuivre, date du XVIe siècle[53] ;
- l’ostensoir en argent date du XVIIe siècle, il est fabriqué à Aix[54] ;
- dans la chapelle de la Vierge, le retable de la Nativité, peint en 1678[55].

Chapelles : 
- Saint-Jean-du-Désert, à 1 800 m d’altitude, sur la route du col des Champs[41],
- chapelle de la Sainte-Trinité de Clignon-Bas,
- chapelle Saint-Clair de Chaumie,
- chapelle Notre-Dame-des-Grâces de Colmars,
- église Sainte-Marie-Madeleine (succursale de Colmars) et chapelle de la Sainte-Trinité à Clignon[41],
- Saint-Joseph (XVIe siècle), chapelle de Pénitents[41] qui possède un riche mobilier classé : 
  - ex-voto de 1870 classé au titre objet[56] ;
  - son retable (XVIIe siècle)[57] ;
  - une armoire de noyer du XVIIIe siècle[58].

Monuments commémoratifs :
- Monument aux morts. Conflits commémorés 1914-18 et 1939-45[59].

Église et chapelles de Colmars.
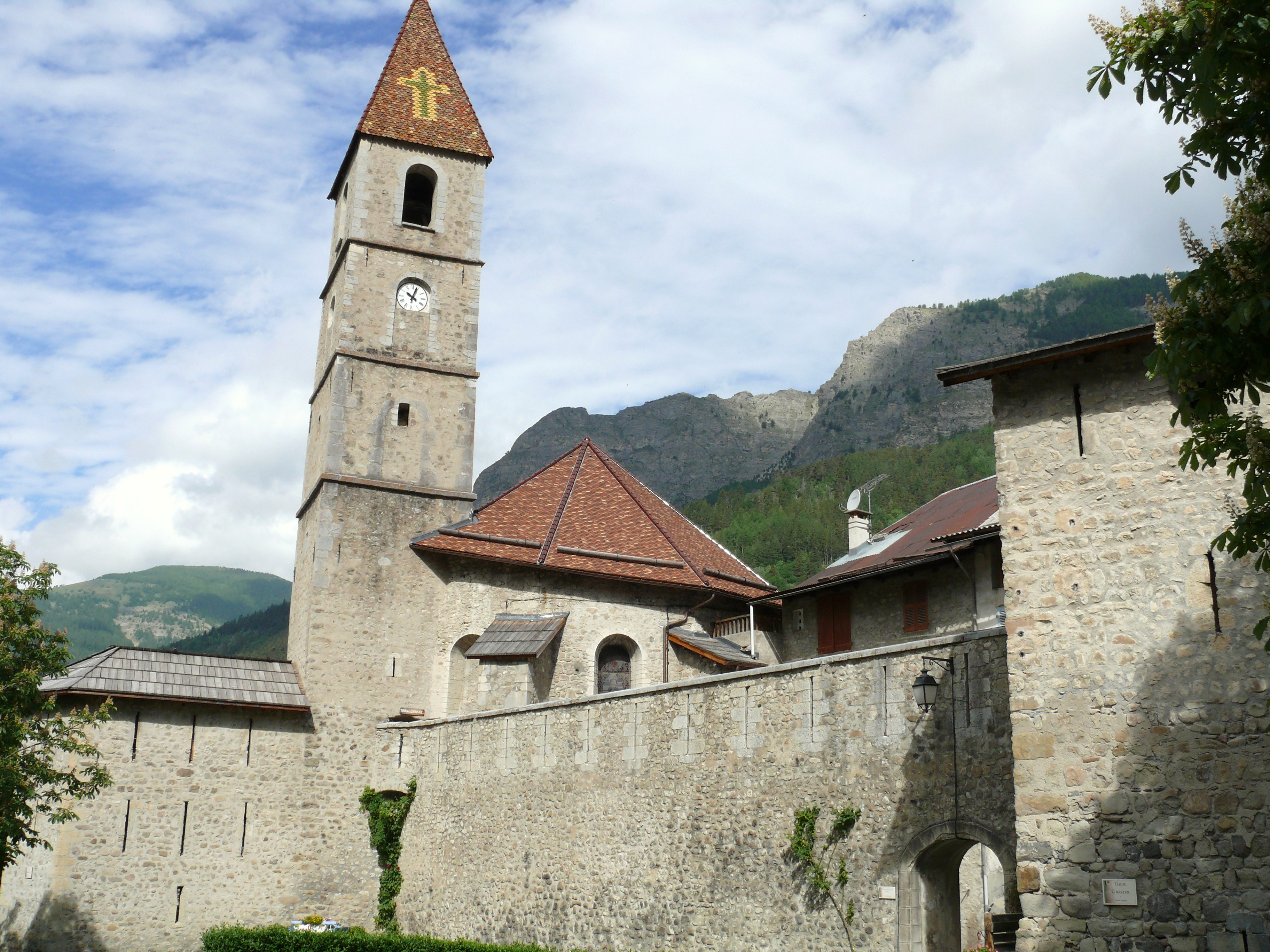
Église Saint-Martin contre les remparts et porte des Glacis.
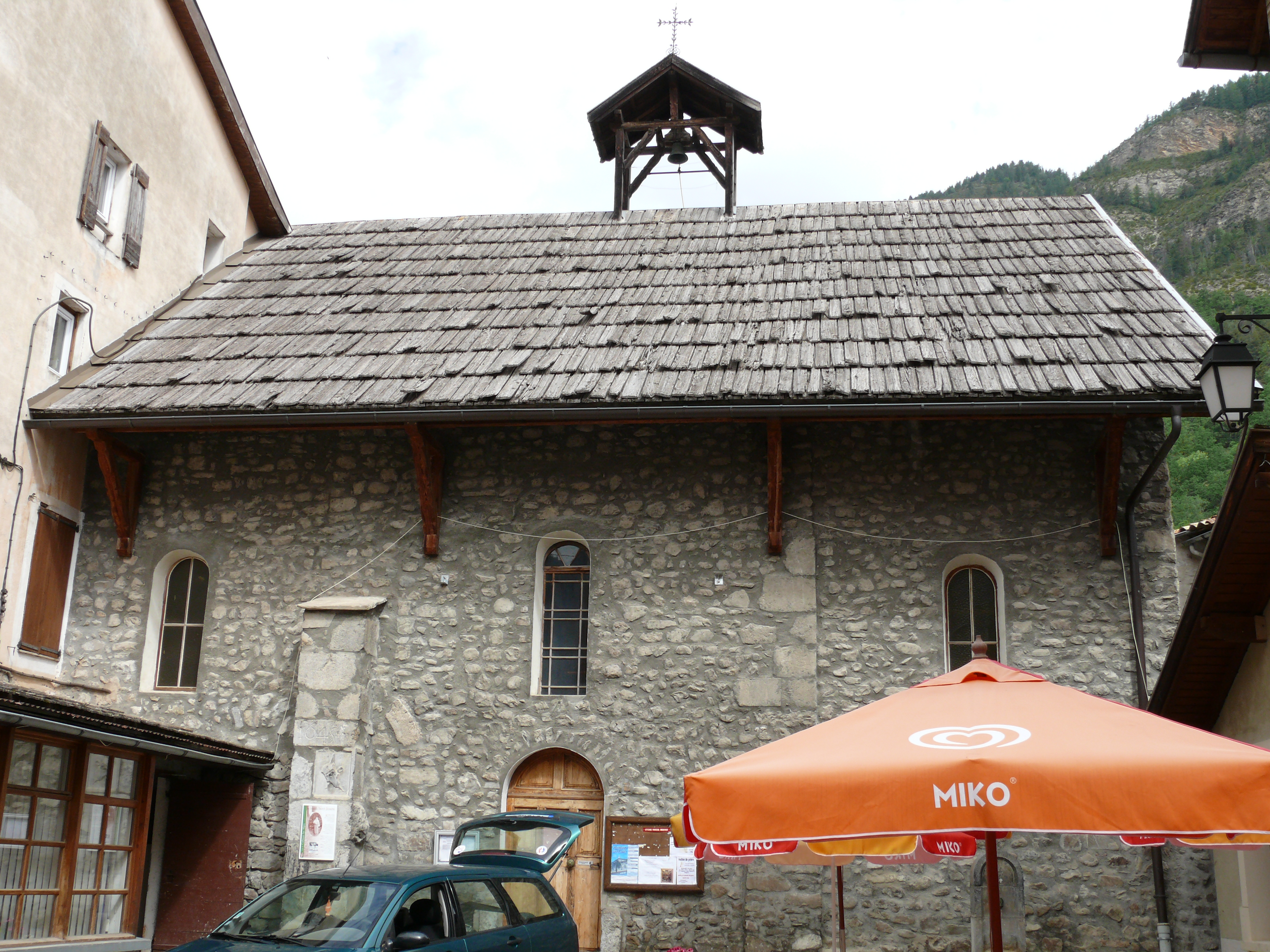
Chapelle Saint-Joseph.
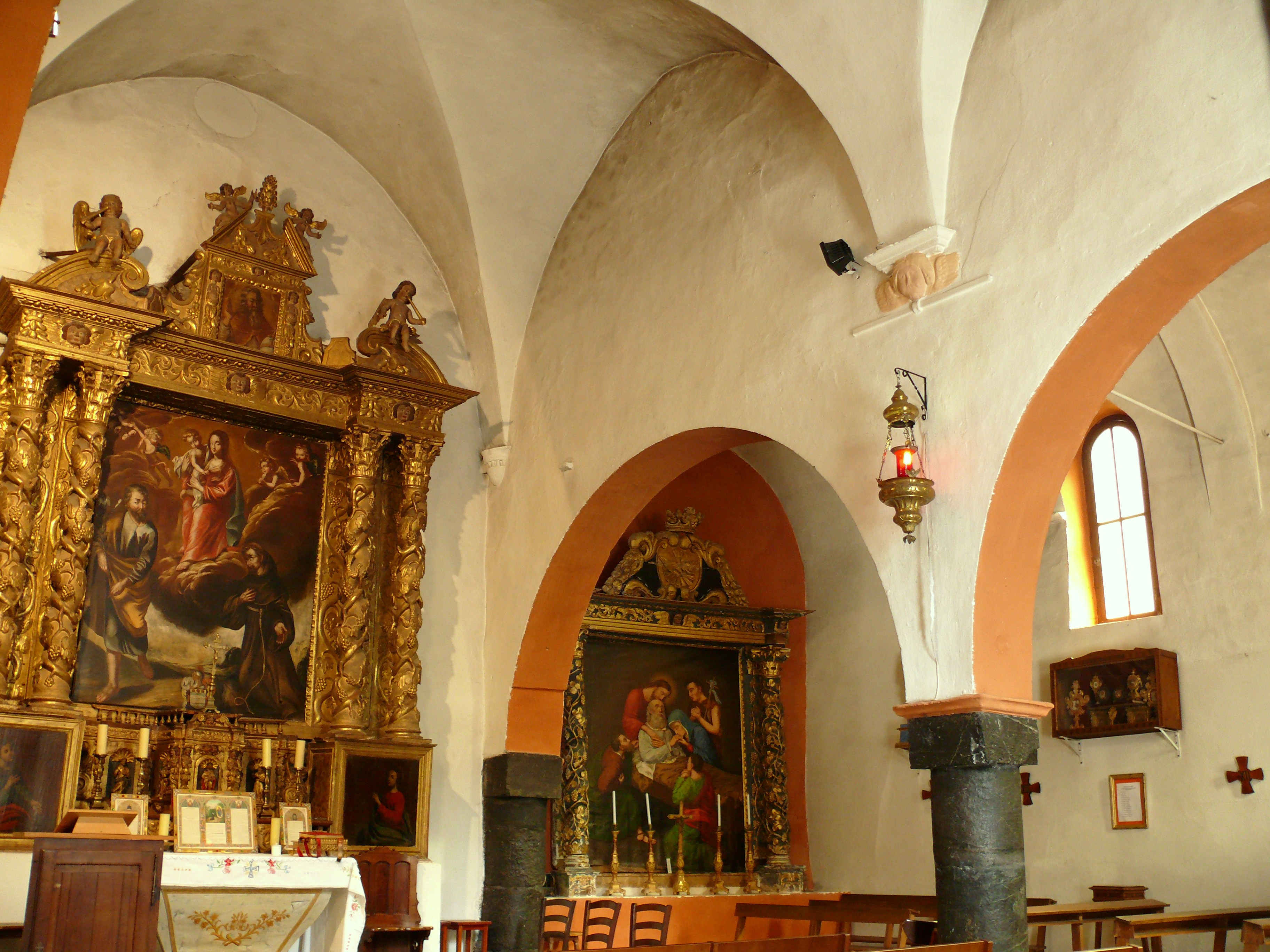
Retables de la chapelle Saint-Joseph.
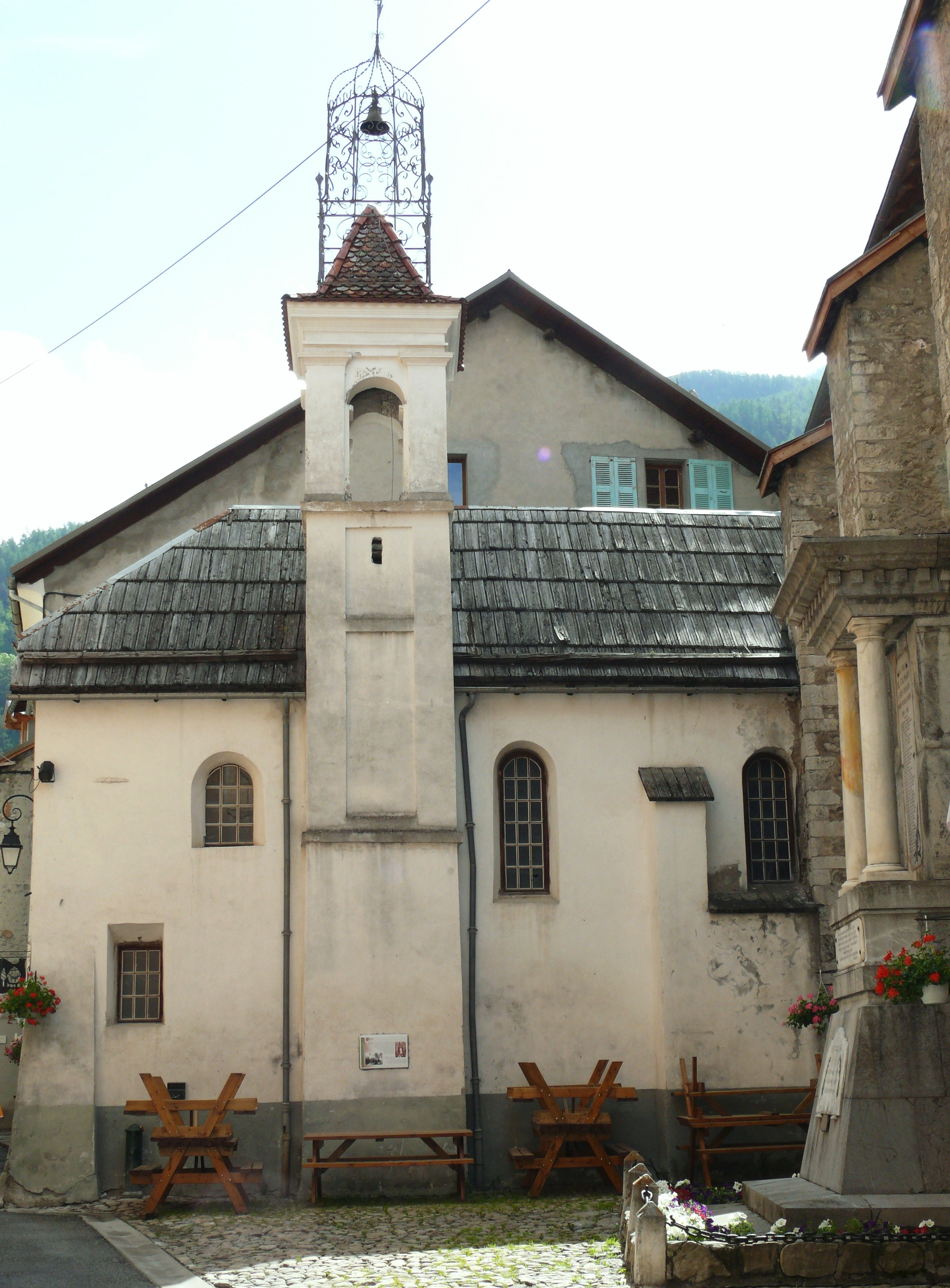
Chapelle Notre-Dame-des-Grâces sur la place de l'Église.

### Lieux
La cascade de la Lance est un site classé depuis 1941. La Lance coule dans des gorges étroites et profondes d’une centaine de mètres. La cascade en elle-même fait une vingtaine de mètres de haut. Les eaux de la rivière sont toujours limpides.
La cascade de Chaumie, située à proximité de l'hameau de Chaumie a une hauteur de 35 m et est accessible par un sentier balisé. Il est possible d'admirer le Col des Champs une fois arrivée.
Les lacs de Lignin.
Maison musée du Haut-Verdon.

Nature et culture
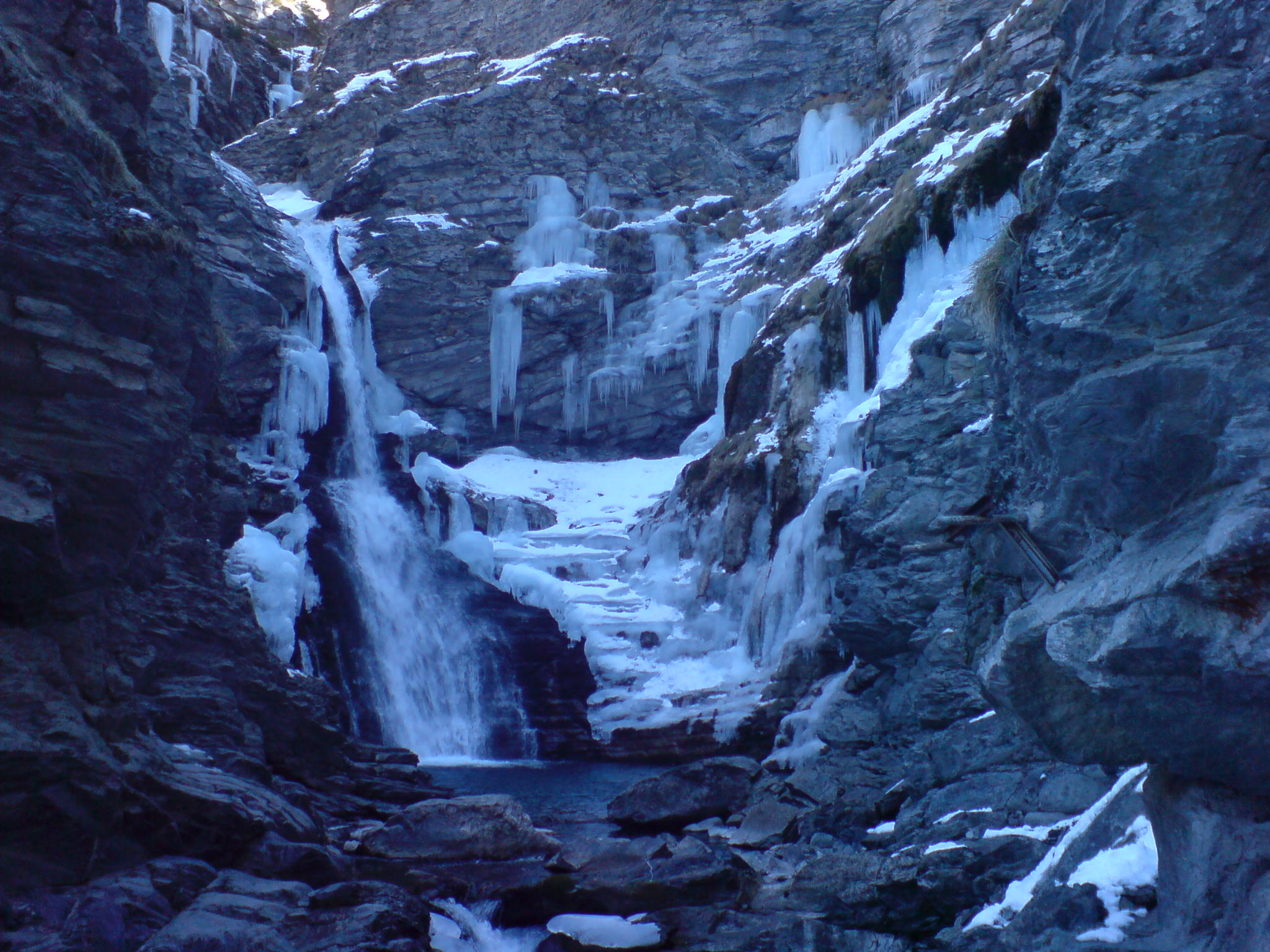
Cascade de la Lance l’hiver.
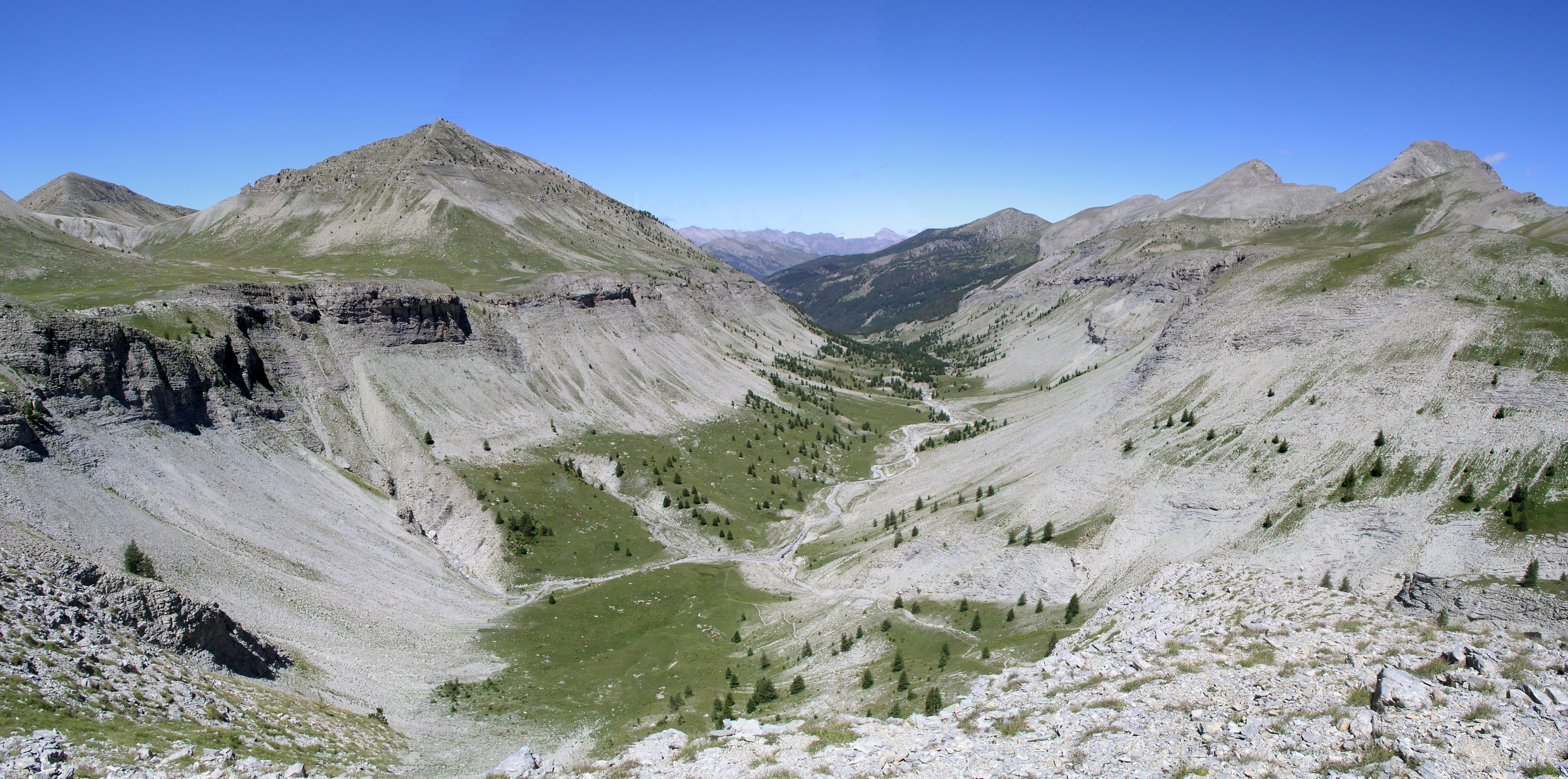
Bressenge dans la vallée de la Lance.
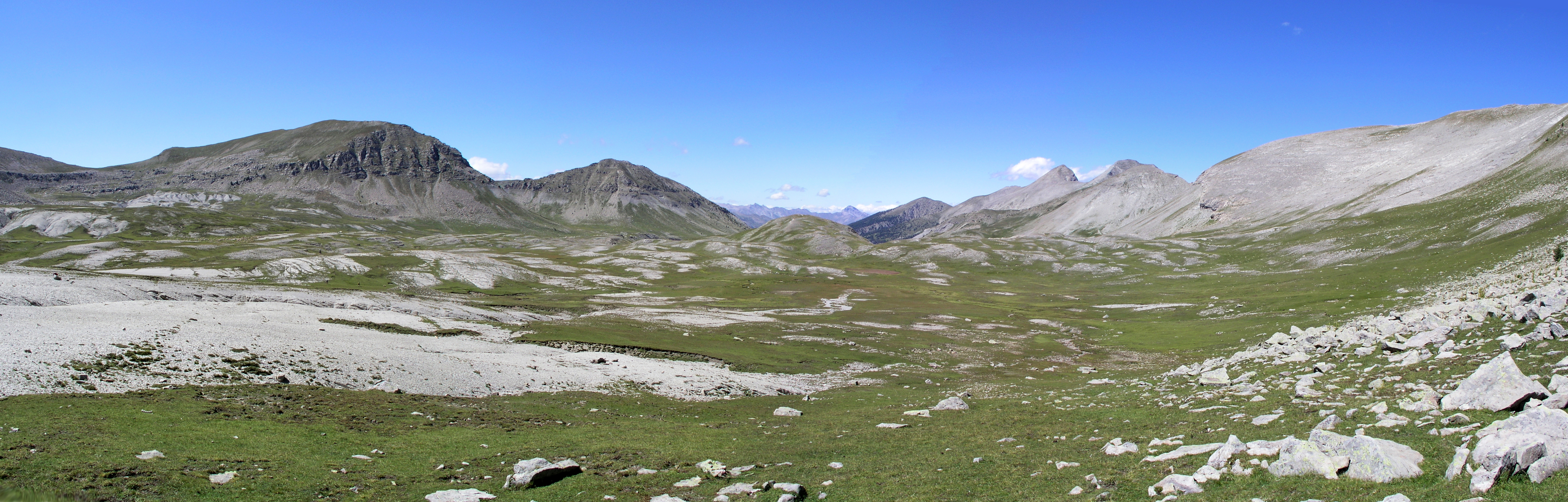
Le plateau de Lignin.

### Divers
Sur la porte de France, se trouve un cadran solaire aux couleurs et à l’aspect militaires, face au sud. Sur la place du presbytère, le cadran date de 1893, époque tardive pour un cadran (l’heure légale datant de 1881 en France). Raymond Collier précise sa devise : « Si sol deficit, respicit me nemo ».

## Personnalités liées à la commune
- Laurent Macte ou Macty, médecin originaire de Colmars et fils d'un premier consul de cette ville, Alexis Macte, et de son épouse Catherine Ratery. Il quitta cette ville en 1564 pour étudier la médecine à Montpellier puis, en 1567, alla exercer sa profession à Rodez dans le Rouergue. Il a laissé un livre de raison évoquant les troubles de son époque que la Société des lettres, sciences et arts de l'Aveyron a étudié et relaté dans le tome 25 de ses Mémoires en 1942. Laurent Macte est décédé au début du XVIIe siècle à Rodez.
- Joseph Émile Meiffreid (1791-1867), né à Colmars, musicien, professeur au Conservatoire de Paris, inventeur d'un cornet à piston[66].
- Adrien Roux (1864-1947), notaire durant 46 ans, maire en 1892 à 1926, conseiller général, réélu pendant 42 ans de 1895 à 1937, élu président du conseil général le 17 septembre 1912, il devient le doyen de cette assemblée en 1928. Officier de l'instruction publique en 1901, chevalier du Mérite agricole en 1904, il était promu officier de la Légion d'honneur le 21 janvier 1938[67].
- Julien Ventre, berger-écrivain, né le 31 août 1935 à Colmars.